# Porsche 917
Der Porsche 917 ist ein Rennwagen des deutschen Automobilherstellers Porsche. Er wurde 1969 auf der Genfer Automobilausstellung vorgestellt.
Der 917 wurde von einem luftgekühlten Zwölfzylinder-Mittelmotor angetrieben. Die ersten Motoren hatten 1969 bei einem Hubraum von 4,5 Litern eine Leistung von 383 kW (520 PS) bei 8000/min. 1973 wurden die Motoren mit Turboladern versehen und hatten eine Leistung von 810 kW (1100 PS) bei 7800/min. Der Rennwagen wurde in den unterschiedlichen Karosserieformen Kurzheck-Coupé, Langheck-Coupé und Spyder hergestellt.
Er war einer der erfolgreichsten Rennsportwagen der 1970er-Jahre, dessen Bedeutung für Porsche insbesondere darin liegt, bei Sportwagenrennen erstmals in der damals größten Hubraumklasse mehrere Gesamtsiege errungen zu haben. Mit dem 917 erreichte Porsche 1970 erstmals mit dem Porsche-Salzburg-Team mit der Startnummer #23 und den Fahrern Richard Attwood und Hans Herrmann den Gesamtsieg beim 24-Stunden-Rennen von Le Mans.

## Vorgeschichte
Der Porsche 917 nutzte ein Schlupfloch im Reglement aus, das übergangsweise weiterhin den Einsatz schon vorhandener hubraumstarker Sportwagen meist britischer Kleinserienhersteller ermöglichen sollte, etwa des Lola T70 mit amerikanischem V8-Motor. Analog zur Formel 1 sollten in der Sportwagen-Weltmeisterschaft nur mit drei Liter Hubraum ausgestattete Sportprototypen eingesetzt werden, doch waren diese teuer und selten. 1968 hob daher die internationale Motorsportbehörde FIA die Hubraumgrenze von drei auf fünf Liter an und senkte die für die Homologation nötige Mindeststückzahl für diese großvolumigen Sportwagen von 50 auf 25.
Die Porsche KG, die noch 1962 aus Kostengründen das gerade zu ersten Erfolgen gekommene Formel-1-Engagement eingestellt hatte, nutzte diese sich bietende Chance, mit noch erträglichem Aufwand einen hubraumstarken Rennwagen zu bauen, und begann mit der Entwicklung des Porsche 917.
Ansporn war, dass Porsche in seiner Rennwagengeschichte noch keine Sportwagenweltmeisterschaft als Gesamtsieger gewonnen hatte. Die bis dahin eingesetzten Rennwagen hatten im Vergleich zur Konkurrenz meist kleinere und leistungsschwächere Motoren, die nicht stark genug waren, um einen Gesamtsieg herausfahren zu können.

## Entwicklung

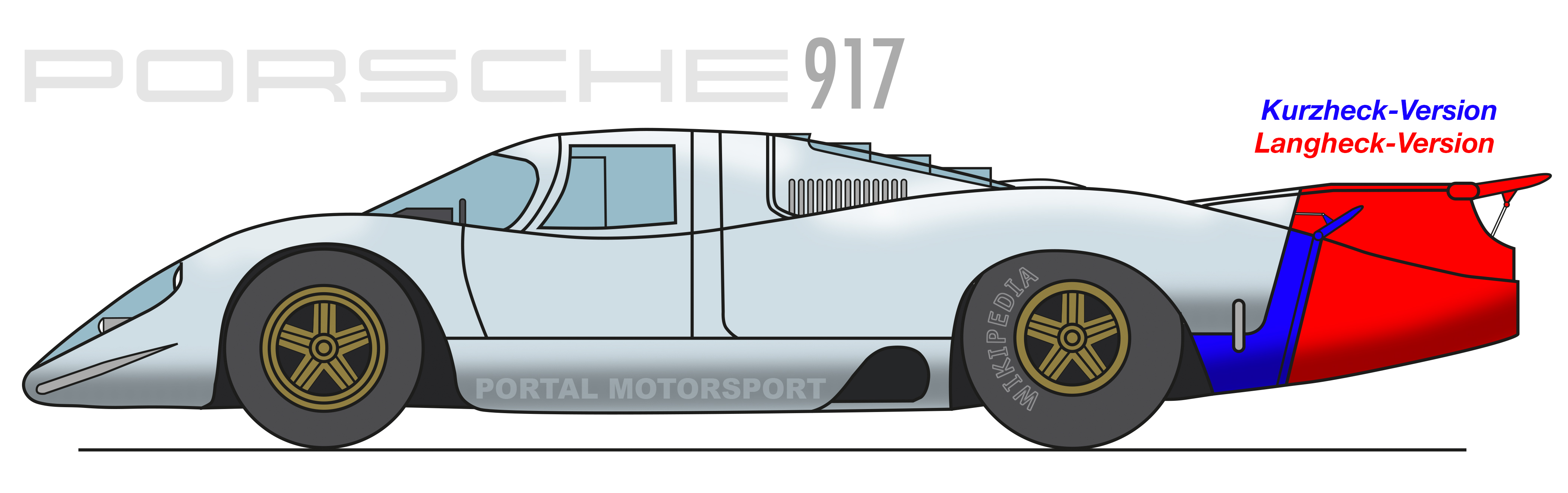
Gegenüberstellung des ursprünglichen Lang- und Kurzhecks beim Porsche 917

1968 begann auf Basis des Porsche 908 mit Dreiliter-Achtzylindermotor und 258 kW (350 PS) die Entwicklung eines Coupés. Konstrukteur des Porsche 917 war Hans Mezger.
Im März 1969 präsentierte Porsche auf der Genfer Automobilausstellung zur Überraschung der Fachwelt den 917 – und Ende April 1969 standen die vom Reglement geforderten 25 Exemplare auf dem Werkshof in Zuffenhausen, wozu angeblich noch Bremsklötze aus Holz und ähnliche Improvisationen nötig waren. Wegen der ursprünglichen Lackierung erhielt der Wagen den Spitznamen „Weißer Riese“.
Mit dem 917 ging Porsche ein wirtschaftlich großes Wagnis ein, da die Entwicklung eines Serienrennfahrzeugs sehr kostspielig und der Verkaufserfolg an private Kunden und Rennteams nicht garantiert war. Maßgeblich unterstützt wurde die Entwicklung durch den damaligen Leiter der Porsche-Entwicklungsabteilung Ferdinand Piëch. Piëch nannte das Fahrzeug später „das riskanteste Auto seines Lebens“.

## Modelle

### Porsche 917

#### Baujahr 1969
Karosserie

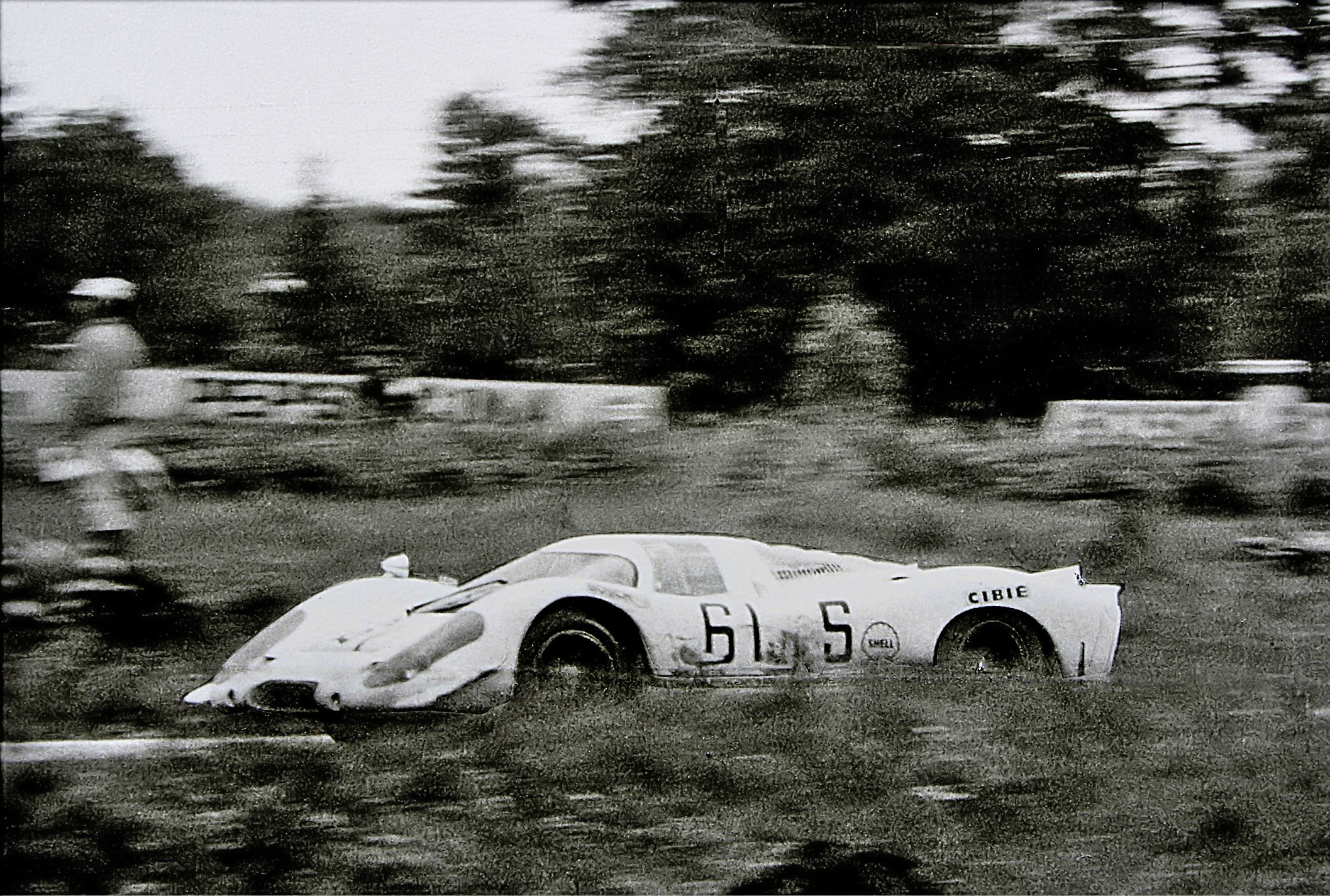
Der Porsche 917 beim zweiten Renneinsatz. David Piper und Frank Gardner fuhren den Wagen beim 1000-km-Rennen auf dem Nürburgring 1969.

Durch die Teilnahme in kleinen Rennklassen hatte Porsche in den Jahren bis 1969 große Erfahrung im Leichtbau von Rennwagen gesammelt, die beim 917 umgesetzt wurde. Die Karosserie bestand aus glasfaserverstärktem Kunstharz und war fest mit einem Gitterrohrrahmen verbunden. Den Motor deckte eine durchsichtige Haube aus Polymethylmethacrylat (PMMA) mit Luftschlitzen wie auch beim Porsche 908 Coupé ab. Da die Kunstharzhaut nur ca. 1,2 Millimeter dick war, wurden die Türen und die Motorhaube durch Aluminiumrohre verstärkt. Die Frontscheibe bestand aus Verbundglas, die Türscheiben waren aus PMMA („Plexiglas“).
Um den Rennwagen auf unterschiedlichen Rennstrecken erfolgreich einsetzen zu können, wurden zwei aerodynamisch unterschiedliche Karosserievarianten des 917 entwickelt. Die Kurzheckvariante war für kurvenreiche Strecken ausgelegt, in denen ein hoher Anpressdruck für schnelle Kurvenfahrten benötigt wurde. Die Langheckvariante war besser für Rennstrecken mit langen Geraden, auf denen hohe Endgeschwindigkeiten erreicht werden mussten. Jeder 917 konnte durch Anbringen bzw. Abnehmen der Langheck-Verkleidung relativ einfach in die jeweils andere Form (Kurz- oder Langheck) gebracht werden.
Am Heck des 917 waren ursprünglich bewegliche Klappen montiert, die bei Kurvenfahrt mehr Anpressdruck an dem jeweils entlasteten Hinterrad bringen sollten. Gesteuert wurden sie über ein mit den Radaufhängungen verbundenes Gestänge.
Das langgestreckte Heck, das vor allem in Le Mans eine hohe Endgeschwindigkeit ermöglichen sollte, erwies sich anfangs jedoch zunächst hinsichtlich der Bodenhaftung als sehr problematisch. Bei Test- und Trainingsfahrten erreichten die Langheck-917 auf der Hunaudiéres-Geraden, die seit 1990 durch zwei Schikanen unterbrochen ist, Geschwindigkeiten von annähernd 400 km/h. Dabei lagen die Fahrzeuge so unruhig auf der Strecke, dass sie nahezu unfahrbar waren und die Porsche-Werksfahrer in Rennen den Porsche 908 gegenüber dem neuen 917 bevorzugten.
Nachdem die FIA Mitte 1969 bewegliche Flügel verboten hatte, weil es in der Formel 1 zu schweren Unfällen gekommen war, wurde für die letzten Rennen der Saison der obere Heckbereich verändert. Die Motorhaube stieg nun nach oben an und trug eine Abrisskante über die gesamte Breite. Diese Version nahm die Form der Variante von 1970 vorweg.
Motor und Getriebe
Der Porsche 917 wurde von einem neu entwickelten Zwölfzylindermotor mit 4,5 Liter Hubraum angetrieben, der als V-Motor mit einem Zylinderbankwinkel von 180° sechs Hubzapfen auf der Kurbelwelle hatte. Bei den sonst von Porsche verwendeten Boxermotoren haben alle Pleuel eigene Hubzapfen, die jeweils um 180° auf der Kurbelwelle versetzt sind; also wären zwölf nötig gewesen, was die Länge und das Gewicht erheblich vergrößert hätte. Eine Besonderheit war der Mittelabtrieb über ein in der Mitte im günstigsten Schwingungsbereich der Kurbelwelle angeordnetes Zahnrad, das die Kraft auf die Antriebswelle übertrug. Dieses zentrale Zahnrad trieb über fünf Zahnräder je Zylinderreihe auch die vier Nockenwellen an. Das in der Mitte senkrecht geteilte Kurbelgehäuse war aus einer Magnesiumlegierung (Elektron) gegossen; die Zylinder mit verchromter Lauffläche und die Kolben bestanden aus einer Aluminiumlegierung, die Pleuel aus Titan. Die Verbrennungsräume hatten jeweils zwei Zündkerzen mit Platin-Doppelelektroden. Die 12-Volt-Anlage wurde von einer Drehstromlichtmaschine gespeist.
Der Motor leistete anfangs 383 kW (520 PS) bei 8000/min und gab maximal ein Drehmoment von 460 Nm bei 6800/min ab.
Es blieb bei der für Porsche zu der Zeit typischen Luftkühlung, beim 917 wie schon bei dem Achtzylinderrennmotor Typ 771 mit einem waagerecht liegenden Lüfterrad, das über ein Kegelradpaar von einer im Kurbelgehäuse gelagerten Zwischenwelle angetrieben wurde. Bei 8400/min lieferte dieses Gebläse 2400 Liter Luft pro Sekunde und brauchte dazu 17 PS bzw. etwa 3 Prozent der Motorleistung. „Luft kann man unterwegs nicht verlieren“, begründete Ferdinand Piëch die Entscheidung. Da die beiden zu der Zeit von Porsche gebauten Sportwagenmodelle 911 und 912 ebenfalls luftgekühlte Motoren hatten, sollte ein Rennwagen mit luftgekühltem Motor das Leistungspotential dieser Technik demonstrieren und zu Marketingzwecken genutzt werden. Der Enkel des Firmengründers und spätere VW-Chef arbeitete seinerzeit als Konstrukteur bei der Porsche KG in Stuttgart-Zuffenhausen und war treibende Kraft hinter der Investition.
Der Motor hatte Doppelzündung mit zwei Zündverteilern, die vorn links und hinten rechts auf dem Kurbelgehäuse untergebracht waren. Für den 917 neu entwickelt war eine Zwölfstempel-Einspritzanlage mit Nyloneinspritzleitungen. Eine Druck- und sechs Absaugpumpen der Trockensumpfschmierung versorgten den Ölkreislauf, der thermostatgesteuert über den Ölkühler lief, wenn die Öltemperatur 90 °C überstieg.
Dieser 4,5-Liter-Motor wurde weiterentwickelt und leistete in der nächsten Version bei einem unveränderten Hubraum 411 kW (560 PS) bei 8300/min. Das Drehmoment wurde ebenfalls angehoben und hatte bei 6800/min ein Maximum von 490 Nm.
Das Getriebe bildete mit dem Motor eine Einheit, die über elastische Lager am Rahmen aufgehängt war. Je nach Rennstrecke wurde es mit vier oder fünf Gängen eingesetzt; die Vorwärtsgänge waren synchronisiert. Der Sperrwert des Differenzials ließ sich variieren, lag jedoch meist bei 75 %. Die Antriebswellen hatten zwei Kreuzgelenke und Längenausgleich.

#### Baujahr 1970

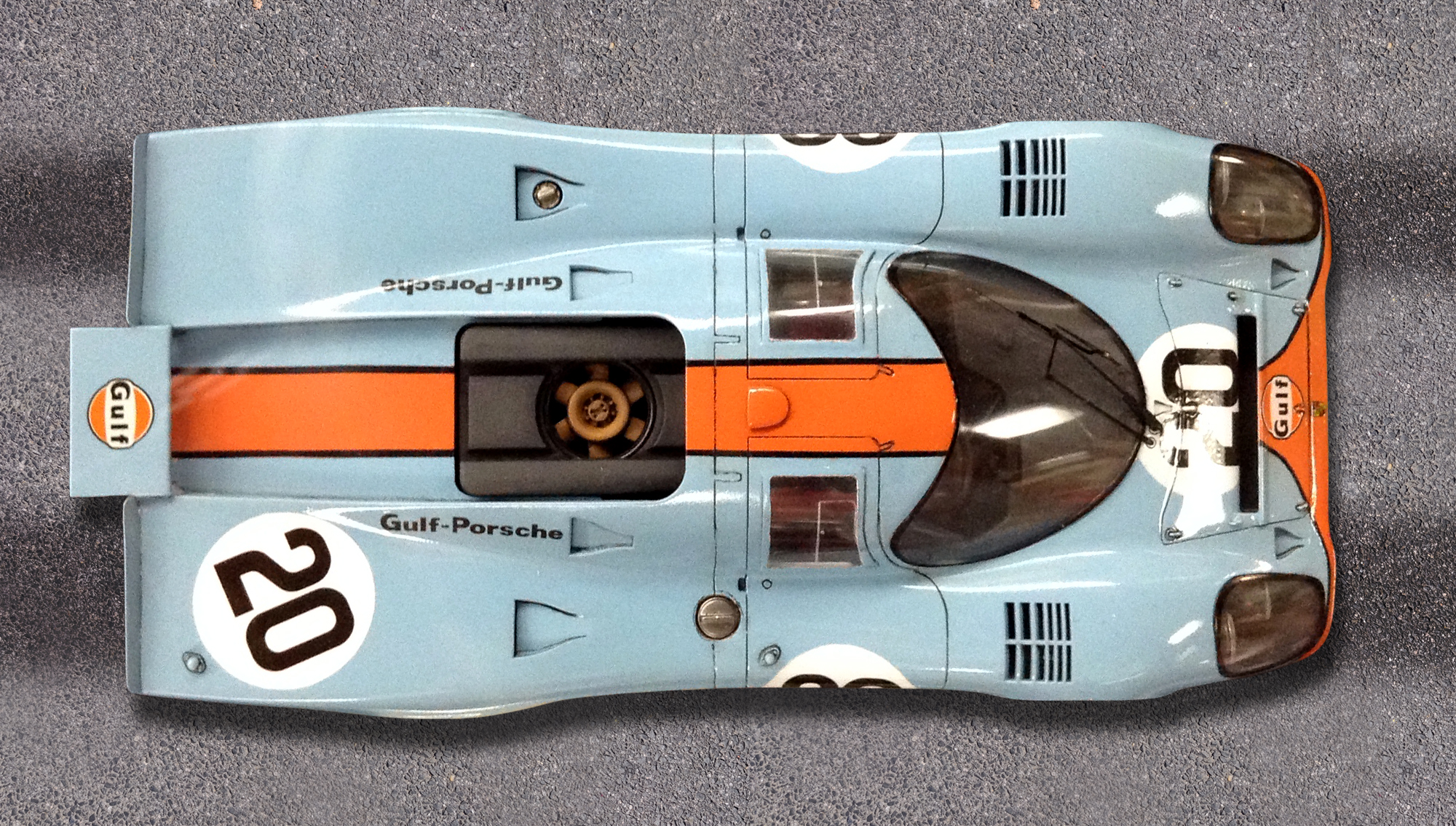
Porsche 917 von oben mit dem typischen Lüfterrad

Mit dem Fahrverhalten des 917 in der Rennsaison 1969 war man bei Porsche nicht zufrieden. Trotz einiger Veränderungen lag der Wagen bei hohen Geschwindigkeiten über 300 km/h sehr unruhig auf der Straße und war für die Fahrer schwer zu beherrschen. Aufgrund dieser Erfahrungen wurde für die Rennsaison 1970 vor allem in Zusammenarbeit mit dem Gulf-Team von John Wyer das Heck des 917 überarbeitet.
Es entstanden zwei neue Heckvarianten: ein überarbeitetes Langheck und ein nun keilförmiges Kurzheck, das zu einem besseren Handling des Wagens führte. Diese Kurzheckrennwagen wurden auch 917 K genannt. Bei beiden neuen Karosserieversionen wurde auf die durchsichtige Plexidur-Abdeckung verzichtet, so dass die Ansaugtrichter und das waagrecht liegende Lüfterrad offen lagen. Außerdem wurde die Karosserie um rund 96 mm breiter, so dass breitere Reifenformate montiert werden konnten.
Jedes der 25 ursprünglichen Chassis (ausgenommen diejenigen, die zerstört und/oder ausgeschlachtet wurden) wurde zum 917 K umgebaut. Die Verkleidung hinter den Hinterrädern wurde entfernt und eine neue Motorhaube angebracht. Diese hatte zwei Höcker, die nach hinten anstiegen und jeweils eine große Abrisskante trugen. Teilweise wurde auch ein Flügelelement zwischen den Höckern mit nur kleinen Spoilerkanten angebracht.
Dagegen wurden für die zwei 917 LH neue Chassis gebaut. Deren Karosserie war gegenüber 1969 grundlegend überarbeitet worden und erwies sich als wesentlich fahrstabiler. Auch konnten die 917 LH nicht mehr zu Kurzheckversionen umgebaut werden. Sie wurden nur in Le Mans eingesetzt.
Der Motor wurde weiteren Änderungen unterzogen. Hauptsächlich wurde der Hubraum von 4,5 auf 5,0 Liter vergrößert, so dass er 442 kW (600 PS) bei 8400/min leistete. Um das Risiko des Verschaltens im Rennen zu verringern, wurde statt eines Fünfganggetriebes ein Vierganggetriebe eingesetzt.

#### Baujahr 1971

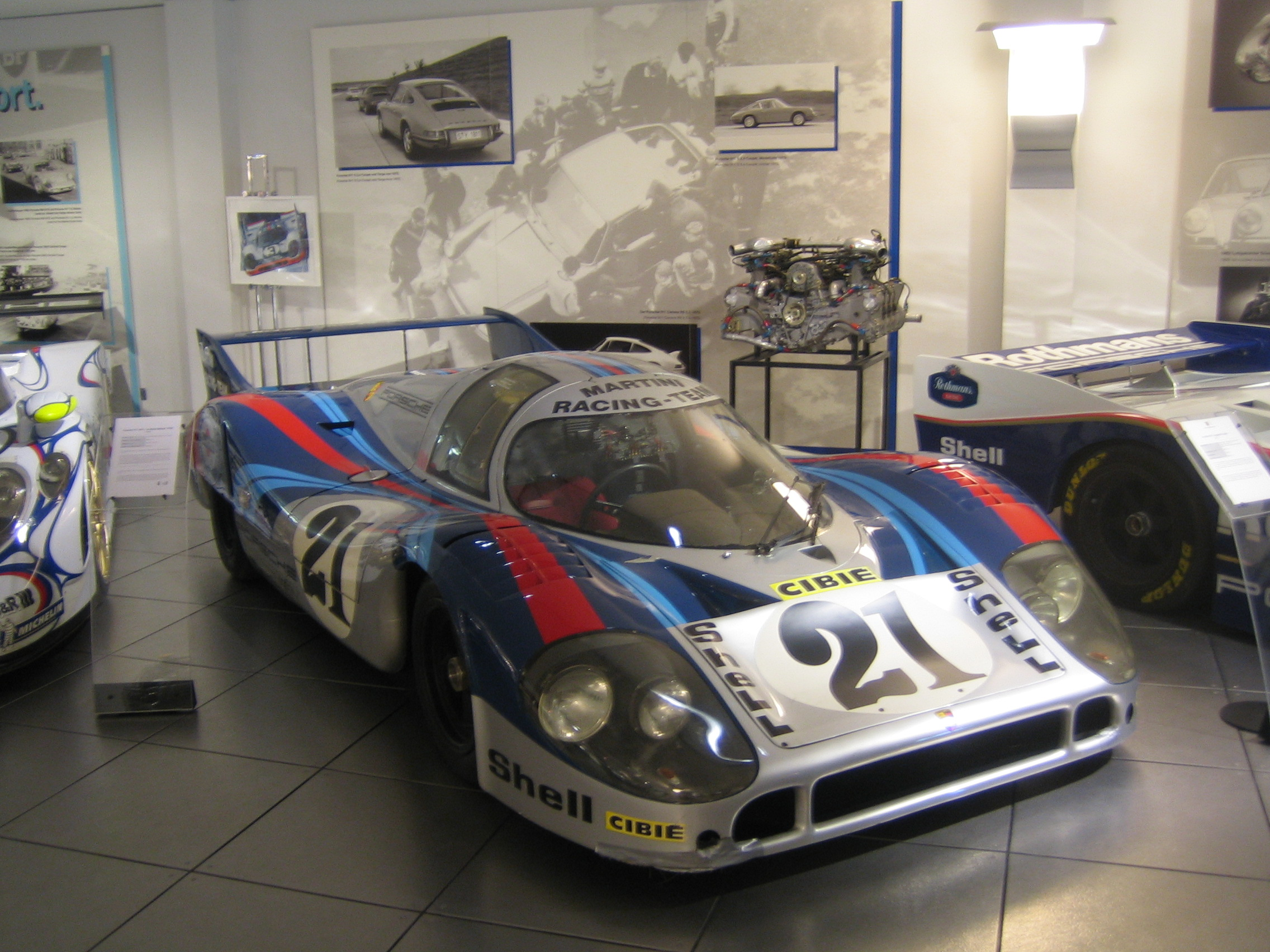
Das 917-Langheck-Coupé war 1971 am Ende der Mulsanne-Gerade 386 km/h schnell.

Die Aerodynamik wurde weiter verbessert – insbesondere an der Front. Zwei sogenannte „Haifischflossen“ am Heck des in Le Mans eingesetzten 917 K verbesserten die Richtungsstabilität auf den schnellen Streckenabschnitten. Diese aerodynamische Verbesserung war bereits erfolgreich in Monza im Rennen erprobt worden. Auch die Karosserie der 917 LH überarbeitete Porsche in Zusammenarbeit mit dem französischen Unternehmen SERA nochmals und es wurde ein dritter 917 LH gebaut.
Ferner wurde weiter an der Gewichtsreduzierung gearbeitet. Als Ergebnis daraus verwendete Porsche bei einigen Rennwagen, wie zum Beispiel dem Siegerwagen im 24-Stunden-Rennen von Le Mans, gelochte Bremsscheiben und statt des Aluminium-Gitterrohrrahmens einen aus Magnesium. Dieser neue Gitterrohrrahmen sparte gegenüber der Aluminiumausführung noch einmal einige Kilogramm Gewicht (ca. ein Drittel gegenüber Aluminium) ein, wäre jedoch auch bei einem Feuerunfall durch die leichtere Entzündbarkeit von Magnesium wesentlich gefährlicher gewesen.
Der 917-Motor leistete nun bei allen eingesetzten Rennwagen aus 4,9 Liter Hubraum 442 kW (600 PS). Es kam noch eine weitere Ausbaustufe mit „Nikasil“-Zylinderlaufflächen (eine von Mahle entwickelte Beschichtung mit Nickel-Siliciumkarbid) und den maximal erlaubten 4,99 Liter Hubraum dazu. Dieser Motor leistete 463 kW (630 PS) bei 8300/min und stellte damit die Endstufe der konventionellen 917-Saugmotoren dar.
Schon 1970 betätigte sich Porsche mit seinem 917er auch in der europäischen Interserie, wo offene Gruppe-7-Wagen eingesetzt wurden. Zuerst wurde noch ein 917 Kurzheck Coupé erfolgreich verwendet. Im darauffolgenden Jahr 1971 entwickelte Porsche auf Basis des Porsche 917 PA eine offene Spyder-Version, den Porsche 917 Spyder, die speziell für die Interserie abgestimmt war. In der Gruppe 7 gab es keine Mindestgewichtsvorgaben, so dass der neu entwickelte Wagen nur 730 kg wog. Der Motor war das 442 kW (600 PS) leistende 4,9-Liter-Aggregat.
Mit diesem Wagen gewann 1971 der Fahrer Leo Kinnunen die Interserie und für Porsche einen weiteren Titel. Ab 1972 löste der Porsche 917/10 den Porsche 917 Spyder in der Interserie ab.

### Porsche 917/20

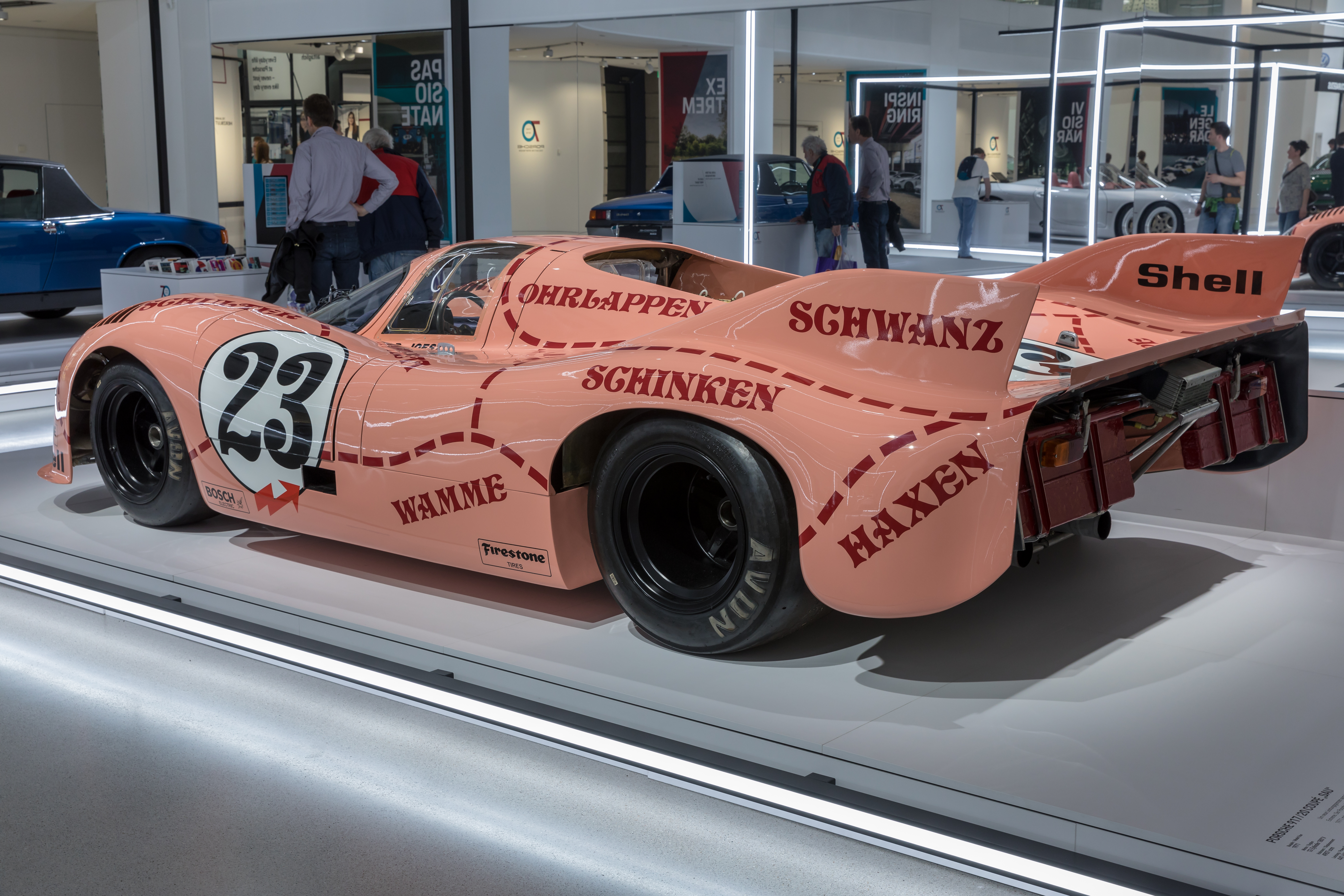
Porsche 917/20 „Sau“ von 1971

1971 wurde in Le Mans neben den bewährten Porsche 917 eine modifizierte Version eingesetzt. Dieser Wagen war eine Kombination aus Kurz- und Langheckversion mit einer überarbeiteten Aerodynamik und besonders breiter Karosserie, die Porsche in Zusammenarbeit mit SERA entwickelt hatte. Der Motor des 917/20 blieb unverändert und leistete wie in den übrigen Porsche-917-Rennwagen 442 kW (600 PS) bei 8400/min.
Dieser Wagen war wegen seiner rosa Lackierung und den aufgezeichneten Fleischpartien, die Porsche-Designer Anatole Lapine erdachte, sehr auffällig und erhielt den Spitznamen „Die Sau“, „Dicke Berta“ oder auch „Trüffeljäger“ (siehe Foto rechts). Im Rennen fiel der Wagen, der das Vorbereitungsrennen gewonnen hatte, an fünfter Position durch einen Unfall aus.
Der Wagen blieb ein Einzelstück.

### Porsche 917/10

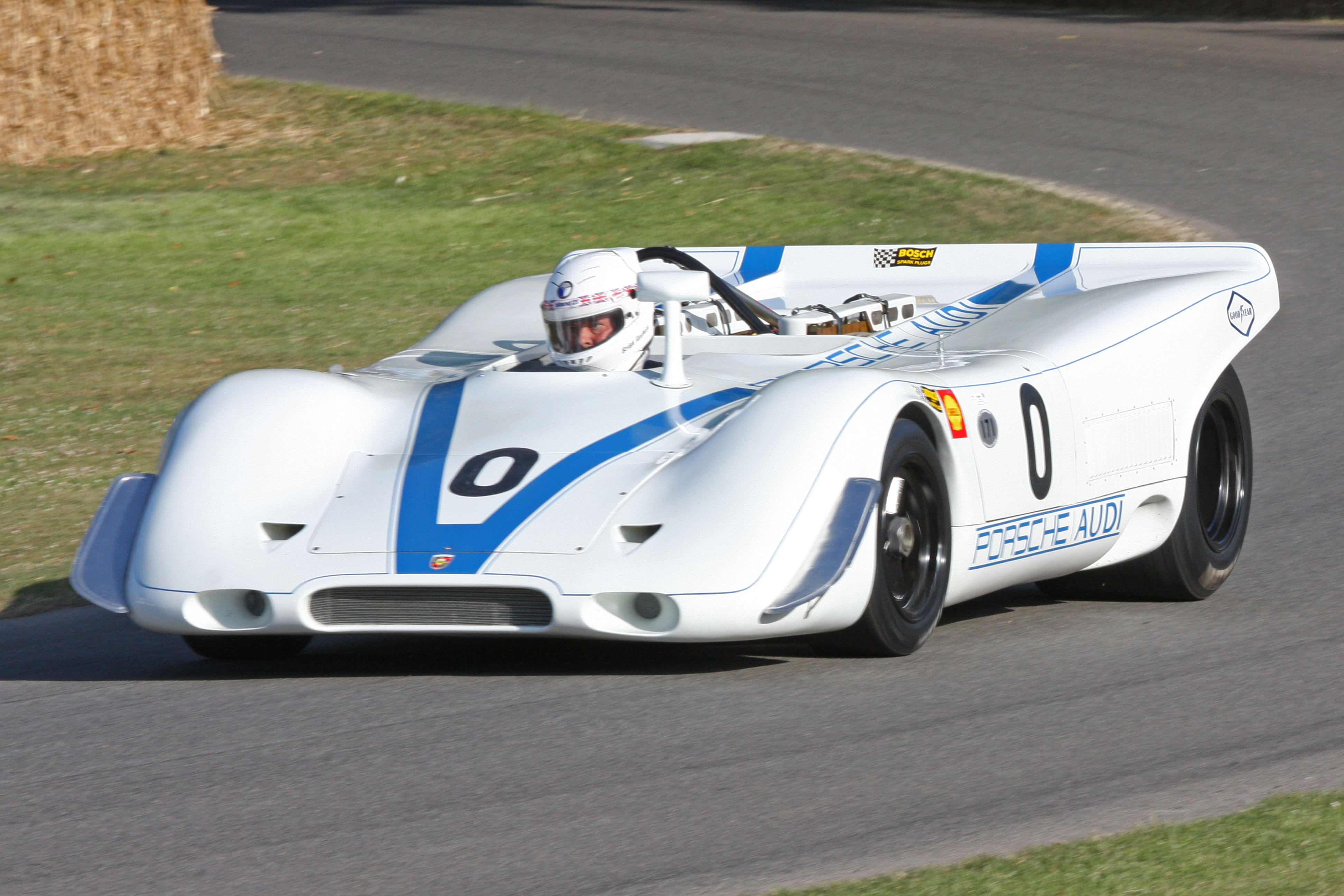
Ein Porsche 917 PA, der bei der CanAm eingesetzt wurde

Am Ende der Saison 1971 lief die Sonderregelung für Fünfliter-Sportwagen aus. Ab 1972 waren Sportwagen mit fünf Liter Hubraum wie der Porsche 917, Ferrari 512, Lola T70 oder Ford GT40 nicht mehr für die Marken-Sportwagen-Weltmeisterschaft der FIA zugelassen. Infolgedessen entschloss sich Porsche, in den USA in der sogenannten CanAm-Meisterschaft weitere Rennen mit dem 917 zu bestreiten.
Schon 1969 hatte Jo Siffert mit einer offenen Version des 917, dem Porsche 917 PA, an dieser Serie teilgenommen. Der Zusatz PA steht für Porsche-Audi und bezieht sich auf den gemeinsamen Importeur der beiden Marken in Nordamerika, unter dessen Namen der Spyder gemeldet war. Der 4,5-Liter-Zwölfzylindermotor erwies sich damals jedoch gegen die hubraumstärkeren Rennwagen mit V8-Motoren von Chevrolet mit später bis zu 9 Liter Hubraum und 589 kW (800 PS) als unterlegen.
In den Jahren 1971 und 1972 wurde der 917 PA mit einem 5-Liter-Zwölfzylindermotor weiterhin in der CanAm eingesetzt.

#### Baujahr 1971

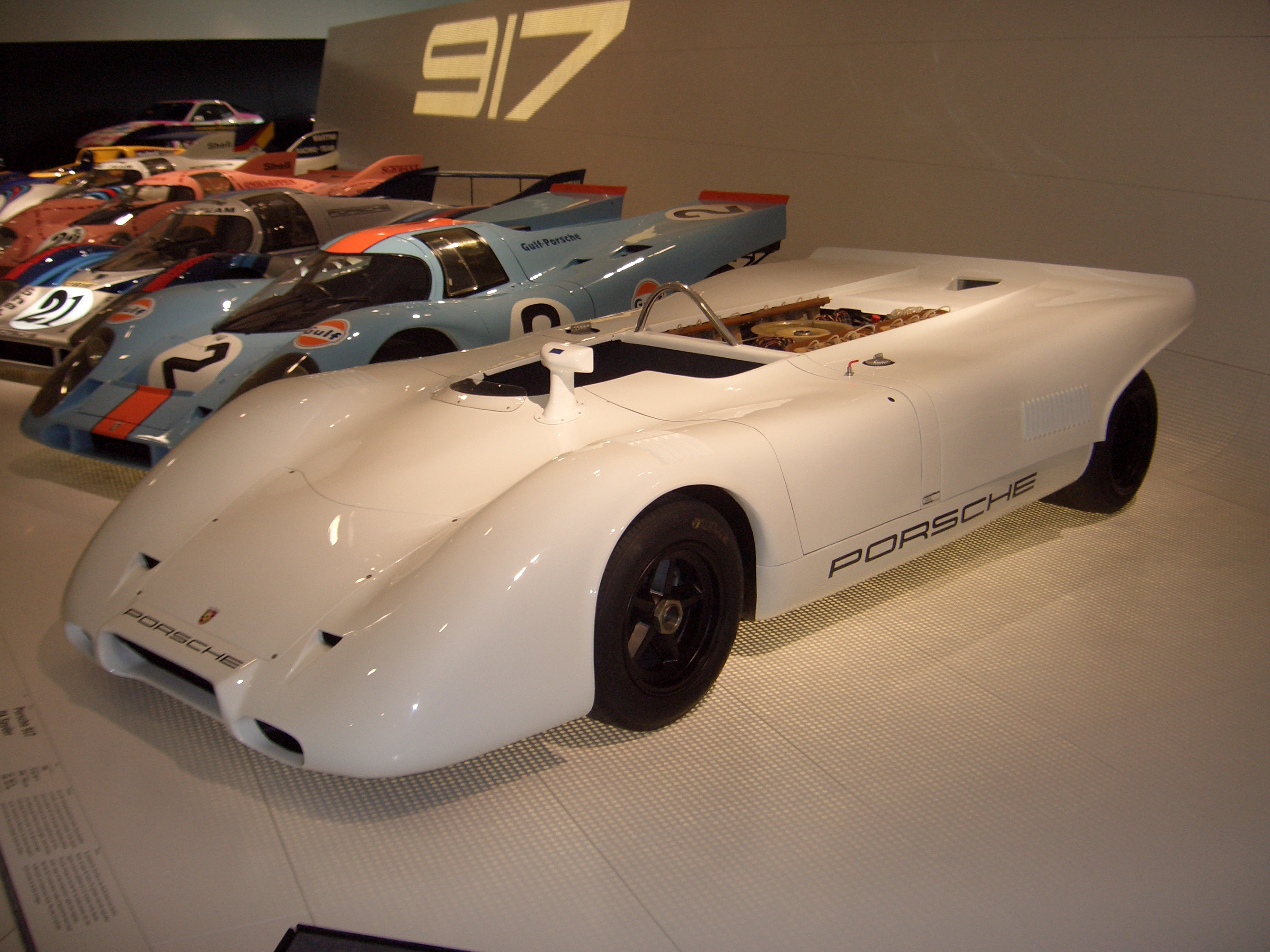
Porsche 917/16 Spyder mit 16-Zylinder-Motor, dessen Entwicklung zugunsten des 917/10 eingestellt wurde

Im Gegensatz zu den 917, die in der europäischen Sportwagen-Weltmeisterschaft Coupé-Karosserien hatten, wurden die Wagen für die CanAm-Meisterschaft mit einer Spyder-Karosserie konstruiert.
Der große Heckflügel und die speziell geformte schaufelartige Frontpartie waren auf maximalen Abtrieb ausgelegt. Dadurch erhöhte sich der Luftwiderstand, sodass „nur noch“ eine Höchstgeschwindigkeit von 343 km/h gemessen wurde.
Zu Beginn der CanAm-Rennsaison hatte der Porsche 917/10 noch den 5-Liter-Zwölfzylindermotor ohne Turbolader. In allen Läufen wurde der Wagen von Jo Siffert gefahren, dessen beste Ergebnisse ein zweiter Platz in zwei Rennen war. Der 917/10 war dem 917 PA bereits überlegen, jedoch fehlte es gegenüber den stärker motorisierten McLaren- und Lola-Rennwagen weiterhin an Motorleistung, um auch Siege einfahren zu können.
Auf der Suche nach mehr Motorleistung bevorzugte Ferdinand Piëch einen 16-Zylinder-Motor, wie ihn schon sein Großvater Ferdinand Porsche für die Auto-Union-Silberpfeile konstruiert hatte. Es wurden drei Motoren gebaut, die sich aber für den Rennbetrieb nicht als standfest erwiesen. Der 16-Zylinder-Motor hatte 6643 cm³ Hubraum, 551 kW (750 PS) bei 8000/min und ein maximales Drehmoment von 735 Nm bei 6500/min. Der 16-Zylinder-Motor wurde in dem sogenannten Porsche 917/16 Spyder getestet. Da sich die Motoraufladung mit Kompressor bereits früher bewährt hatte und zusammen mit dem bewährten und kompakten Zwölfzylinder-Motorblock noch mehr Leistung lieferte, wurde die Weiterentwicklung des 16-Zylinder-Motors eingestellt.

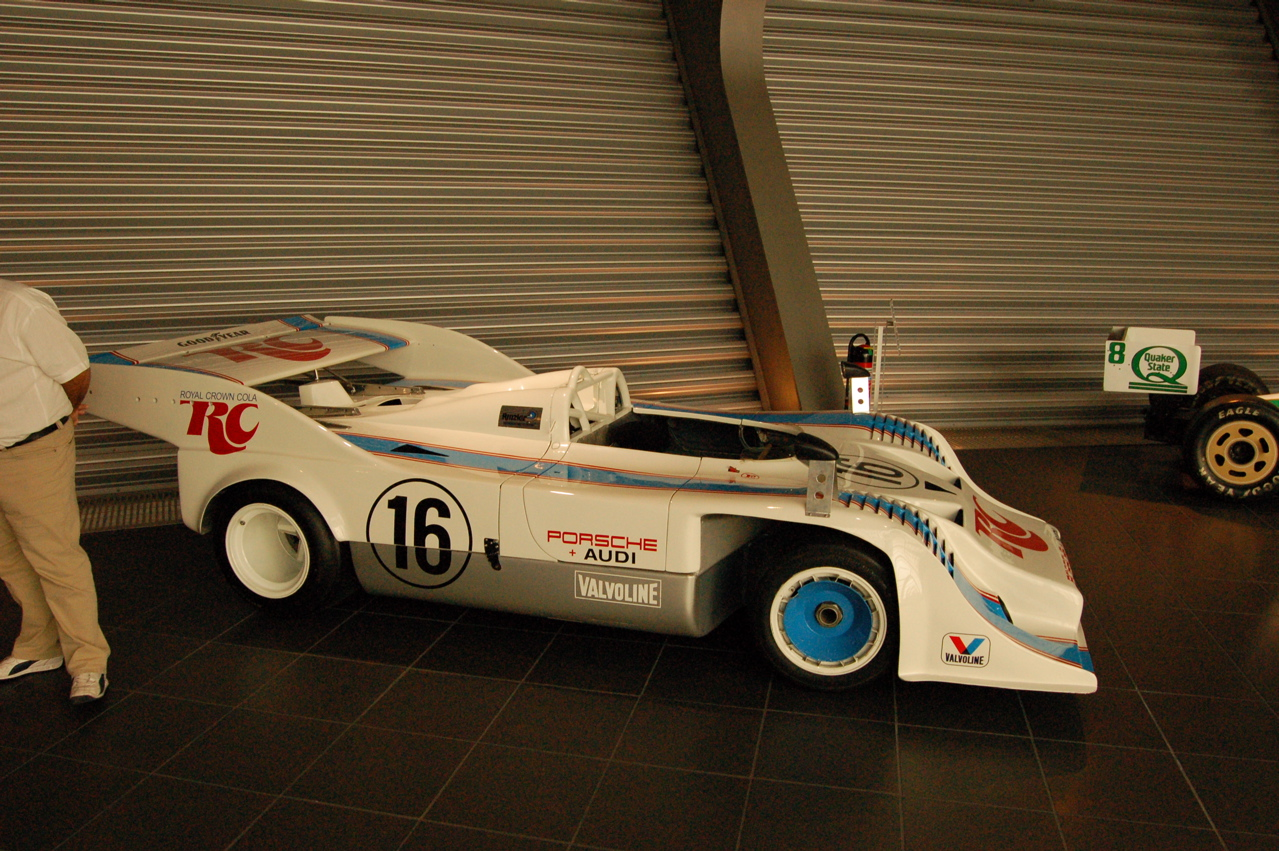
Porsche 917/10 mit 12-Zylinder-Motor und Bi-Turboaufladung

Deswegen wurde im Jahre 1971 von Porsche-Werksingenieuren der bisherige Saugmotor (Motortyp 912 mit 4,5 Liter Hubraum) mit zwei Turboladern ausgerüstet (Bi-Turbo). Das Verdichtungsverhältnis wurde dabei von 10,5 : 1 auf 6,5 : 1 herabgesetzt. Zwei Eberspächer-Turbolader, deren Schaufelräder 90000/min erreichten, bewirkten eine deutliche Leistungssteigerung.
Der Motor war weiterhin wie bei allen Porsche Renn- und Serienfahrzeugen luftgekühlt. Der Kühlluftdurchsatz musste entsprechend vergrößert werden. Die Auslassventile, deren Betriebstemperatur zwischen 1000 °C und 1100 °C lag, wurden aus Titan gefertigt.
Das amerikanische Team von Roger Penske war mit dem Fahrer und Ingenieur Mark Donohue maßgeblich an den Erprobungen beteiligt.
Mit einem Ladedruck von 1,3 bar konnte die Motorleistung des 4,5-Liter Motors von 383 kW (520 PS) auf 626 kW (850 PS) bei einer Drehzahl von 8000/min erhöht werden, was ungefähr auf der Höhe der Konkurrenz mit ihren großen amerikanischen V8-Saugmotoren lag.
Jedoch ergaben sich Probleme mit dem schwierigeren Einsatz und Ansprechverhalten der Turboleistung. Deshalb wurden Regelventile eingebaut, mit denen sich der Ladedruck im Motor begrenzen ließ, was den plötzlichen Leistungszuwachs beherrschbar machte. Diese Problemlösung wurde auch später beim 917/30 Spyder angewandt. Man konnte vom Cockpit aus durch eine spezielle elektronische Steuerung per Knopfdruck den maximalen Ladedruck verändern. Eine Zugabe von 0,1 bar bedeutete eine Leistungssteigerung von 37 kW (50 PS).
Dieser sogenannte Porsche 917/10 TC (TC steht für turboaufgeladen, englisch TurboCharged) wurde allerdings erst 1972 bei der CanAm in Rennen eingesetzt.

#### Baujahr 1972
1972 wurde der Hubraum auf fünf Liter vergrößert, wodurch die Maschine 736 kW (1000 PS) leistete. Die beiden Versionen des Porsche 917/10 TC, die zur Steigerung des Abtriebs mit einem großen Heckflügel ausgestattet wurden, setzten sich gegen die bis dahin dominierende Konkurrenz der McLaren durch und Porsche gewann den CanAm-Titel.
Der 917/10 TC wurde im nachfolgenden Jahr 1973 von dem Porsche 917/30 Spyder abgelöst.

### Porsche 917/30

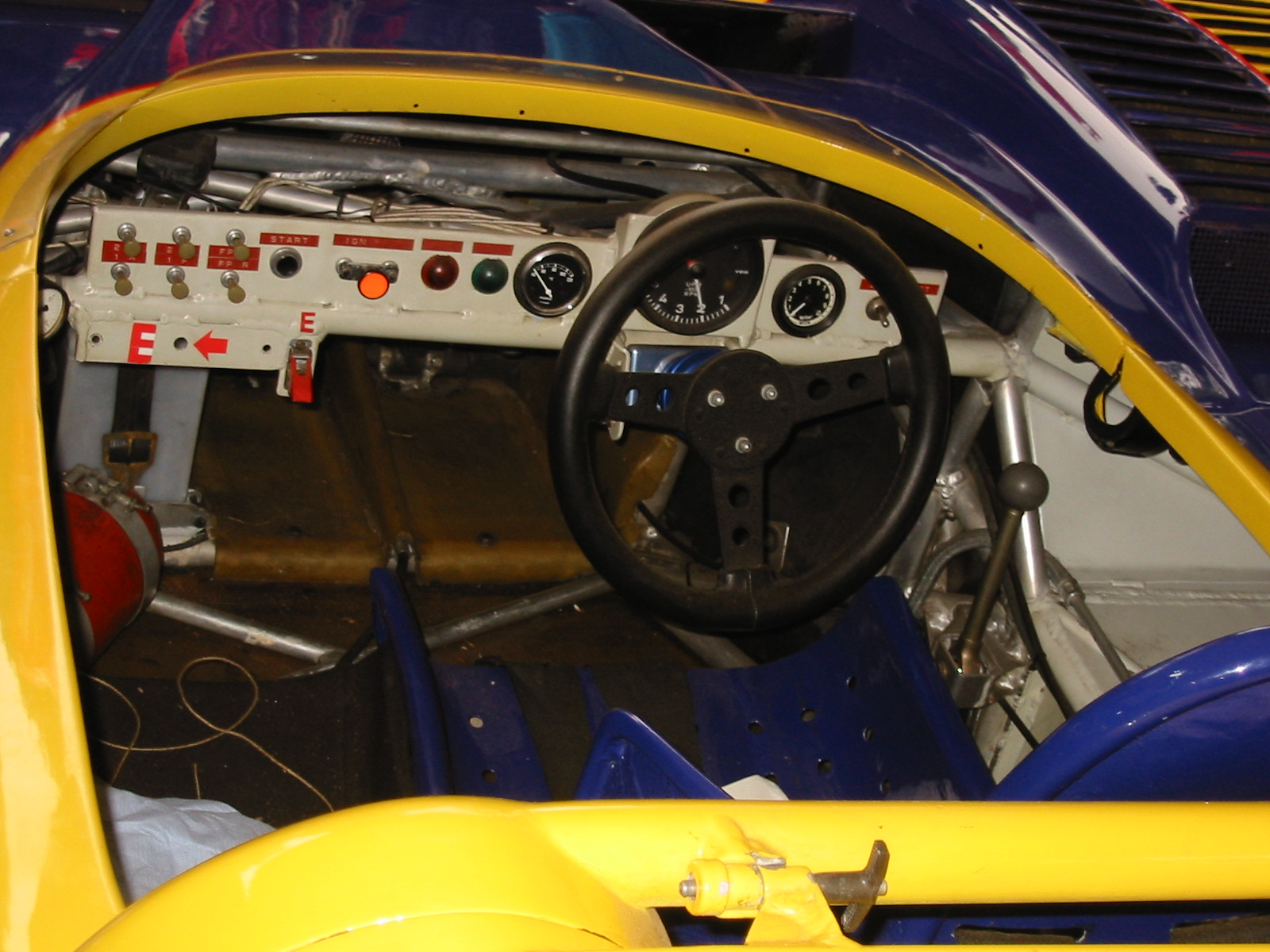
Porsche 917-30 CanAm Spyder, Cockpit

Der Porsche 917/30 war die letzte und leistungsstärkste Variante des Rennsportwagens Porsche 917, die für die CanAm-Meisterschaft in Nordamerika entwickelt wurde. Bereits 1971 entstand der 917/10, wobei Porsche zum ersten Mal in einem Rennsportwagen einen Turbomotor einsetzte. Die mit dem 917/10 gesammelten Erfahrungen flossen maßgeblich bei der Entwicklung des 917/30 ein.

#### Baujahr 1973

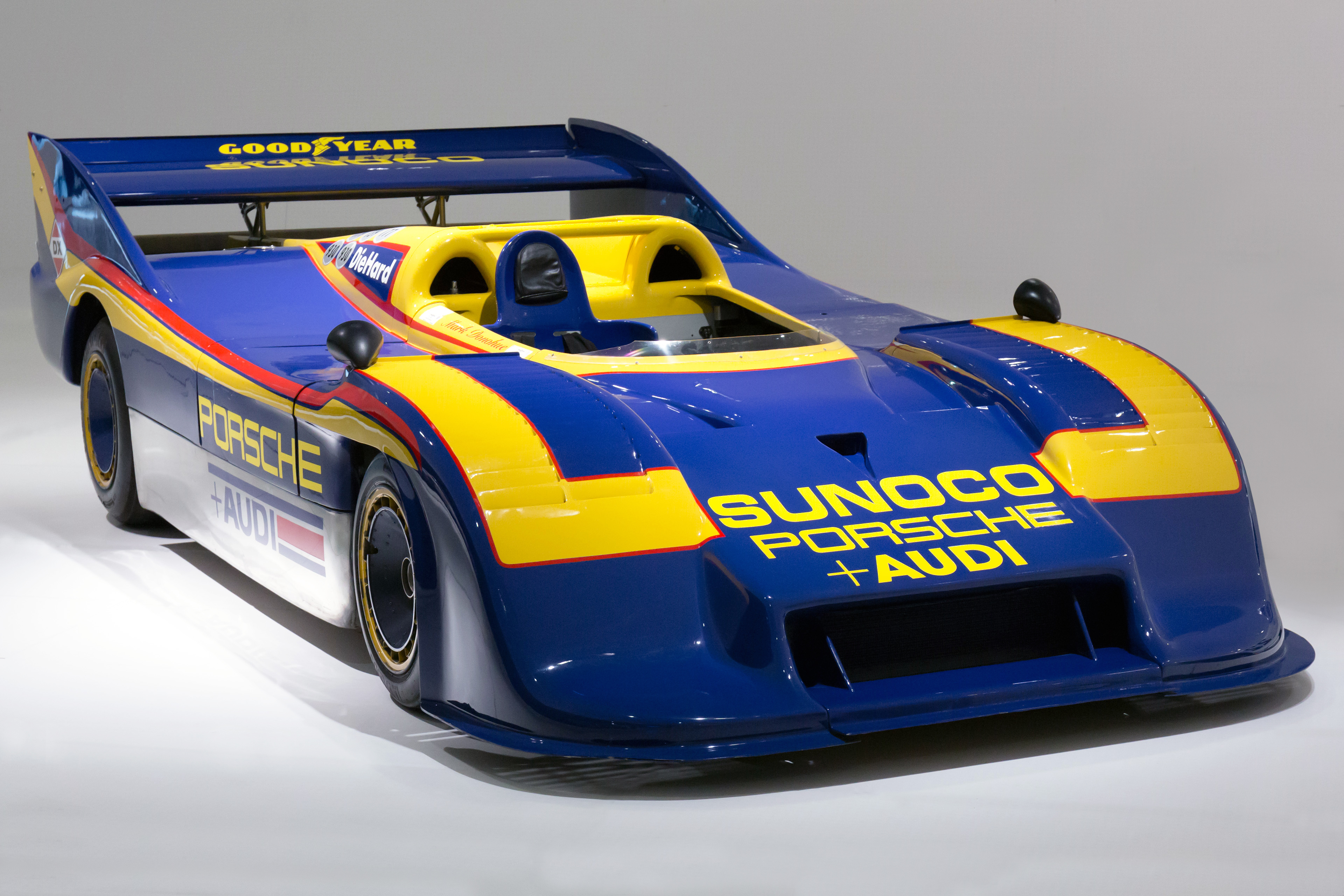
Porsche 917/30 Spyder im Porsche-Museum Stuttgart

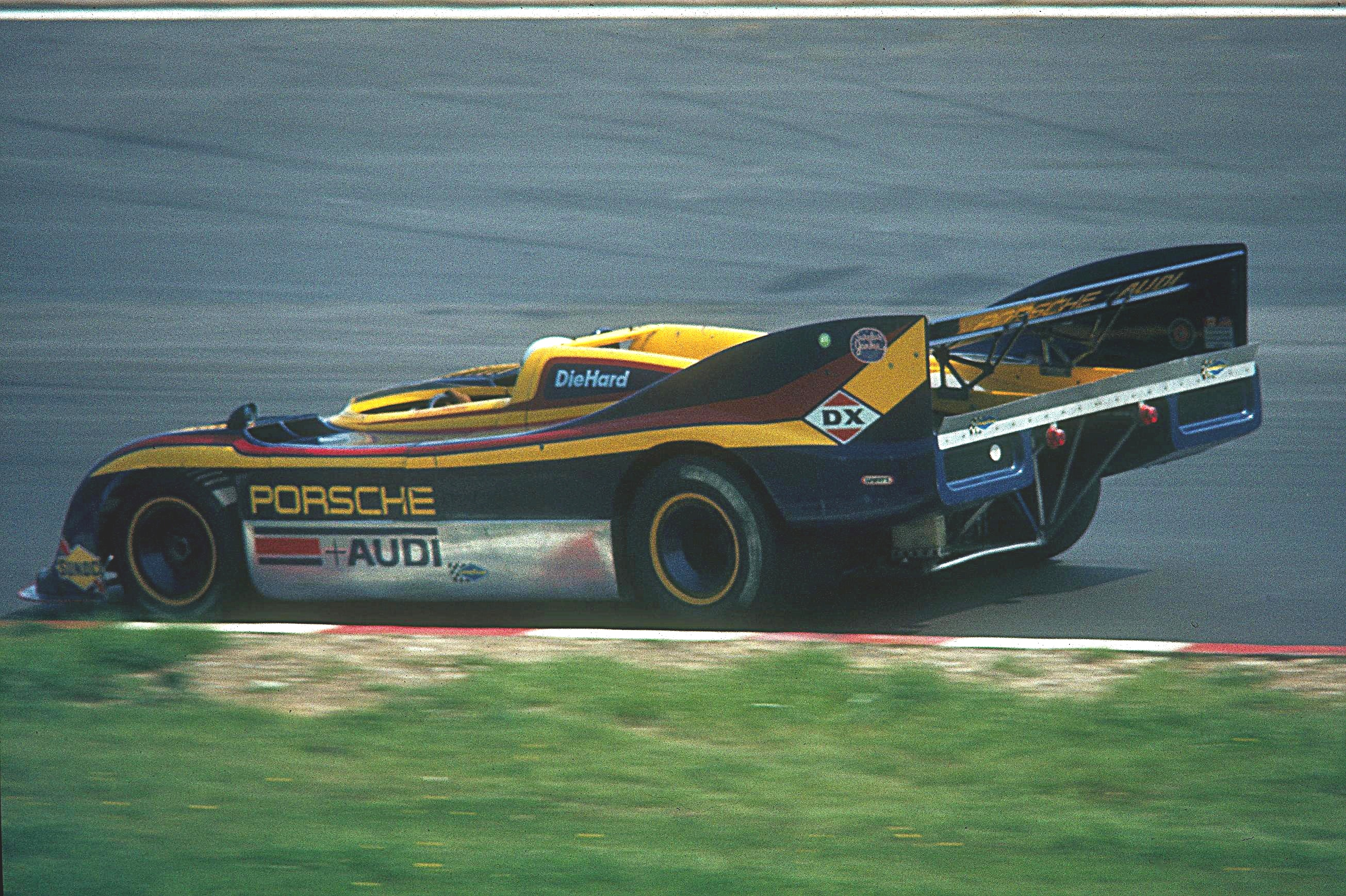
Der 1100 PS starke Porsche 917/30 Spyder bei einer Demonstration auf dem Nürburgring (1981)

Unter Beteiligung von Mark Donohue und Ingenieur Helmut Flegl wurde das Fahrzeug weiter verbessert. Dabei lag der Schwerpunkt auf dem Motor, der auf 5,4 Liter Hubraum vergrößert wurde und bei 7800/min eine Leistung von 810 kW (1100 PS) abgab. Das maximale Drehmoment betrug 1098 Nm bei 6400/min. Auf dem Prüfstand entwickelte der Motor mit einem Ladedruck von 2,24 bar sogar 1156 kW (1570 PS). Dieser Motor im 917/30 Spyder gilt bis heute als die stärkste jemals bei einem Rundstreckenrennen eingesetzte Maschine.
Dank dieser Leistung ließ sich der nur 845 Kilogramm schwere Wagen in 2,4 Sekunden von null auf 100 km/h (im 1. Gang) sowie in 5,6 Sekunden von null auf 200 km/h beschleunigen. Die Geschwindigkeit von 300 km/h war nach nur 11,3 Sekunden erreicht. Der Wagen hatte ein 4-Gang-Getriebe und der Achsantrieb verfügte über kein Differenzial, sondern einen starren Durchtrieb.
Verschiedene Tests ließen den Schluss zu, dass dieser Wagen eine Höchstgeschwindigkeit von über 400 km/h erreichen kann. Dank des von 2300 mm auf 2500 mm verlängerten Radstands hatte der Rennwagen eine stabilere Straßenlage als seine Vorgängermodelle. Die Angabe der Höchstgeschwindigkeit reicht von 382 km/h bis 413,6 km/h. Der Kraftstoffverbrauch lag zwischen 76 und 97 Liter auf 100 Kilometer, weshalb zwei Tanks (rechts und links des Fahrersitzes) mit insgesamt 400 Liter Fassungsvermögen eingebaut waren.

#### Baujahr 1974
Der Tankinhalt betrug zunächst wegen des enormen Benzinverbrauchs 400 Liter. Durch eine Änderung im Reglement wurde der Verbrauch ab 1974 unter anderem aus Sicherheitsgründen, durch die Ölkrise und wohl auch aus Wettbewerbsgründen begrenzt. Mit diesen neuen Einschränkungen konnten die 917/30 nicht mehr ihre volle Leistungsfähigkeit ausnutzen und wurden nur noch einmal in einem Rennen eingesetzt.
Die CanAm-Serie wurde Mitte des Jahres 1974 eingestellt, da Sponsoren sich infolge der Wirtschaftsprobleme zurückzogen. Dies bedeutete das endgültige Ende des 917/30 für Rennsporteinsätze.

#### Baujahr 1975
Mit einer aerodynamisch verbesserten Version wurden auf dem Talladega Superspeedway in Alabama Rekordfahrten durchgeführt. Der Porsche 917/30 mit Mark Donohue am Steuer erzielte einen neuen Rundenrekord mit einer Durchschnittsgeschwindigkeit von 375,918 km/h. Die erreichte Spitzengeschwindigkeit betrug 413,6 km/h.
Der Rekord hat noch Bestand, da die NASCAR-Tourenwagen mit V8-Saugmotoren dort maximal 344 km/h Durchschnittsgeschwindigkeit erzielen konnten. Die ChampCars erzielten in Fontana (Kalifornien) im Training Schnitte von bis zu 388 km/h, fuhren aber nie in Talladega.

## Rennhistorie

### 1969 – Die Anfänge
Der Porsche 917 war 1969 anfänglich aerodynamisch noch nicht gut abgestimmt, so dass er nur sehr schwer zu beherrschen war. Deshalb weigerten sich die Werksfahrer, den 917 bei seinem zweiten Einsatz in der Sportwagen-Weltmeisterschaft, dem 1000-Kilometer-Rennen auf der unebenen Nordschleife des Nürburgrings, zu fahren. Da Porsche unbedingt die schon produzierten Wagen an Privatfahrer verkaufen wollte und dafür Erfolge vorweisen musste, wurden der Brite David Piper und der Australier Frank Gardner engagiert, die den 917 auf den achten Platz steuerten. Mit einer schnellsten Runde von 8:37,8 Minuten war der Wagen im Training 37,6 Sekunden langsamer als der von Platz eins startende Porsche 908 von Jo Siffert und Brian Redman. Piper bemängelte, dass das Heck des 917 mit zunehmender Geschwindigkeit an Anpressdruck verloren und er in schnellen Kurven fast die ganze Straßenbreite gebraucht habe. Eine andere Quelle berichtete von einer Tendenz des Wagens, „vorn bei bestimmten Fahrzuständen ‚leichter‘ zu werden“. Drei Wochen vor dem Nürburgringrennen war der 917 bei den 1000 km von Spa nach der ersten Runde mit Ventilschaden ausgefallen. Gefahren wurde der Wagen von Gerhard Mitter und Udo Schütz, der allerdings nur im Training am Steuer saß, da er durch den frühen Ausfall im Rennen nicht zum Einsatz kam.
Bei den 24 Stunden von Le Mans 1969 gingen die 917 als Favoriten ins Rennen, jedoch verunglückte schon in der ersten Runde John Woolfe mit seinem Kunden-917 tödlich. Die anderen 917 führten das Rennen lange an, konnten aber wegen unterschiedlicher technischer Probleme letztlich nicht um den Gesamtsieg kämpfen. Diesen errang der ebenfalls mit 5-Liter-Motor ausgestattete Ford GT40 von Jacky Ickx und Jackie Oliver mit einem knappen Vorsprung von 50 Metern vor dem Dreiliter-908 von Hans Herrmann und Gérard Larrousse.
Noch im selben Jahr feierten Jo Siffert und Kurt Ahrens beim 1000-km-Rennen von Zeltweg den ersten Gesamtsieg des 917 in der Kurzheck-Coupé-Version.
Für den Einsatz in der CanAm wurde der Porsche 917 PA mit einer Spyder-Karosserie entwickelt. Diesen Wagen fuhr Jo Siffert in fünf Rennen der CanAm. Die Motorleistung reichte jedoch nicht für einen Sieg über die McLaren und Lola mit Chevrolet-V8-Motoren aus.

### 1970 – Erster Le-Mans-Gesamtsieg für Porsche

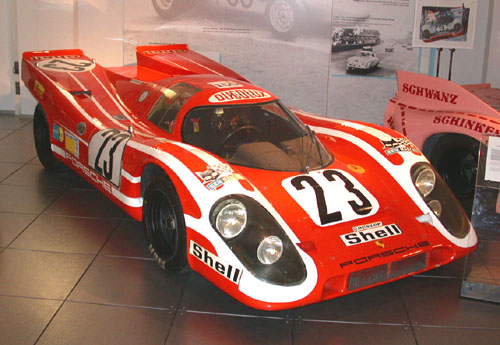
Porsche 917 (Chassis-Nr. 917-001) im Porsche-Museum Stuttgart-Zuffenhausen. Der Wagen wurde nachträglich mit der Optik des Le-Mans-Siegerfahrzeugs von 1970 versehen. Der originale Siegerwagen (Chassis-Nr. 917-023) befindet sich in einer privaten Sammlung.

Am 14. Juni 1970 gelang Porsche der bis dahin größte Erfolg der Marke beim 24-Stunden-Rennen von Le Mans. Der von Porsche Salzburg gemeldete rot-weiße 917 K von Hans Herrmann und Richard Attwood mit der Startnummer 23 überquerte mit 343 Runden als Sieger die Ziellinie. Es war der erste Le-Mans-Gesamtsieg für Porsche. Das in einer Art blau-grünem Psychedelic-Design lackierte 917-Langheckfahrzeug von Martini-Racing, das landläufig als „Hippie“ bezeichnet und von Gérard Larrousse und Willi Kauhsen gefahren wurde, belegte den zweiten Gesamtrang mit 338 gefahrenen Runden.
Neben dem 24-Stunden-Rennen von Le Mans war der Porsche 917 auch in den anderen Rennen zur Sportwagen-Weltmeisterschaft sehr erfolgreich. So wurden beim 24-Stunden-Rennen von Daytona, dem 1000-km-Rennen von Brands Hatch, beim 1000-km-Rennen von Monza, beim 1000-km-Rennen von Spa-Francorchamps, dem 6-Stunden-Rennen von Watkins Glen und dem 1000-km-Rennen auf dem Österreichring der Gesamtsieg errungen. Lediglich beim 12-Stunden-Rennen von Sebring im März erreichte ein 917 K, gefahren von Pedro Rodríguez und Leo Kinnunen, nur den vierten Platz. Bei der Targa Florio und beim 1000-km-Rennen auf dem Nürburgring wurde kein 917er im Rennen eingesetzt. Durch diese Erfolgsserie gewann Porsche erneut die Sportwagen-Weltmeisterschaft.
In der CanAm wurden nur in einem Rennen, dem in Watkins Glen, die 917 KH eingesetzt, die dort auch in der Sportwagen-Weltmeisterschaft fuhren. Die Rennwagen mit den 4,9-Liter- und 5-Liter-12-Zylinder-Motoren besetzten hinter einem McLaren M8D die Plätze zwei bis vier, sechs und sieben.
Im Jahr 1970 wurde in Europa die Interserie als Gegenstück zur nordamerikanischen CanAm ins Leben gerufen. Porsche setzte dort den 917 KH zusammen mit einigen Rennteams in der Gruppe 7 ein und gewann mit dem Fahrer Jürgen Neuhaus den ersten Titel.

### 1971 – Der zweite Gesamtsieg in der Sportwagen-Weltmeisterschaft

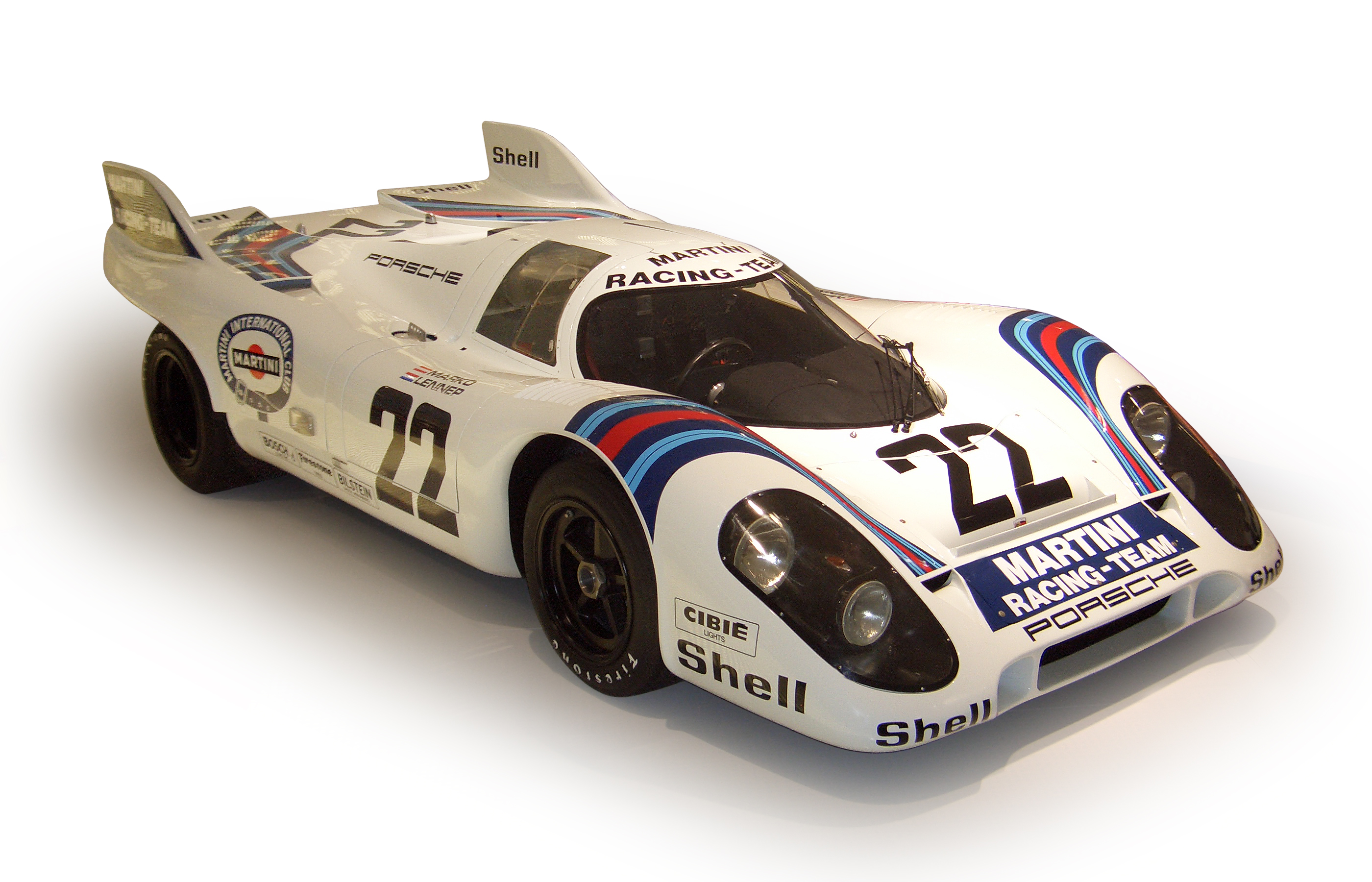
Siegerwagen des 24-Stunden-Rennens von Le Mans 1971

In Le Mans wiederholte Porsche seinen Erfolg im 24-Stunden-Rennen vom Vorjahr, aber zum dritten Mal reichte es für die im Training bis zu 396 km/h schnellen Langheckversionen nicht zum Sieg. Dieser ging an den weißen Martini-Porsche 917 K von Helmut Marko und Gijs van Lennep mit der Nummer 22. Mit einer Durchschnittsgeschwindigkeit von 222 km/h wurde dabei vom Siegerteam auch ein neuer Streckenrekord aufgestellt.
Außer in dem 1000-km-Rennen von Brands Hatch, dem 1000-km-Rennen auf dem Nürburgring und dem 6-Stunden-Rennen von Watkins Glen gewann Porsche jedes der weiteren Sportwagen-Weltmeisterschaft-Rennen. In der Targa Florio wurde allerdings wie im Vorjahr kein Porsche 917, sondern der Porsche 908/03 eingesetzt. Porsche gewann nach 1970 zum zweiten Mal den Konstrukteurs-Titel der Weltmeisterschaft.
Porsche entwickelte nach den ersten 1969 und 1970 in der CanAm gesammelten Erfahrungen den Porsche 917/10. Dieser mit einem 5-Liter-12-Zylindersaugmotor ausgerüstete Wagen, gefahren von Jo Siffert, konnte sich gegen die Rennwagen mit Chevrolet-Motoren jedoch nicht durchsetzen. Der 1969 erstmals getestete 917 PA wurde mit einem neuen 5-Liter-Motor von einem Privatteam weiter eingesetzt.
Um in der Interserie weiterhin konkurrenzfähig zu sein, entwickelte Porsche für einen Kunden eine offene Version des 917. Dieser Porsche 917 Spyder war gegenüber der Coupé-Version des 917 um ca. 100 kg leichter und setzte sich mit Leo Kinnunen gegenüber der Konkurrenz durch.

### 1972 – Erster Erfolg bei der CanAm

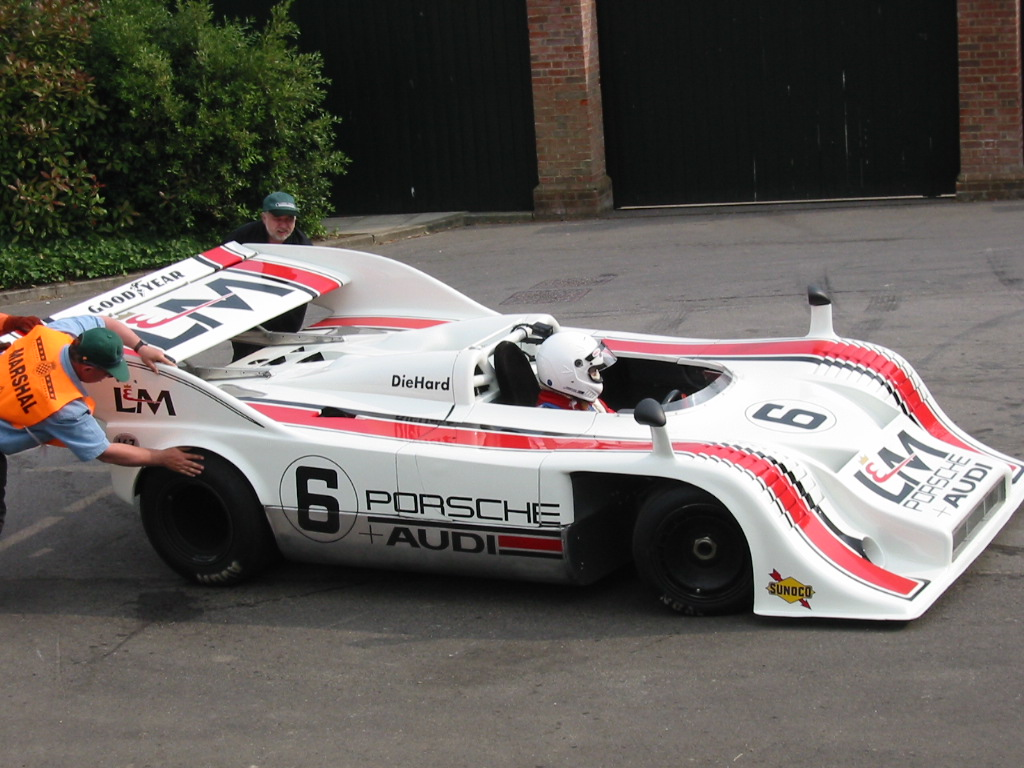
Porsche 917/10 TC, der die CanAm-Meisterschaft gewann

Da der Porsche 917 ab 1972 wegen des Endes der Sonderregelung für Fünfliter-Sportwagen nicht mehr an der Sportwagen-Weltmeisterschaft teilnehmen durfte, suchte Porsche ein anderes Betätigungsfeld und fand in der populären kanadisch-amerikanischen CanAm-Rennserie ein neues Einsatzfeld für den 917.
Da die ursprünglich mit Saugmotoren ausgestatteten Porsche 917 PA und Porsche 917/10 der Konkurrenz dort unterlegen waren, wurde der leistungsstärkere 917/10 TC entwickelt, mit dem 1972 George Follmer mit Penske Racing CanAm-Meister wurde.
In der Interserien-Saison 1972 setzte das finnische AAW Racing Team statt des 917 Spyder den mit einem 5,4-Liter-Zwölfzylindersaugmotor bestückten 917/10 ein. Im späteren Saisonverlauf wurde dieser Motor durch den stärkeren Porsche 917/10 TC ersetzt. Mithilfe dieser überlegenen Wagen gewann Leo Kinnunen die Interserie zum zweiten Mal in Folge.

### 1973 – Der 917 setzt sich erneut in der CanAm durch

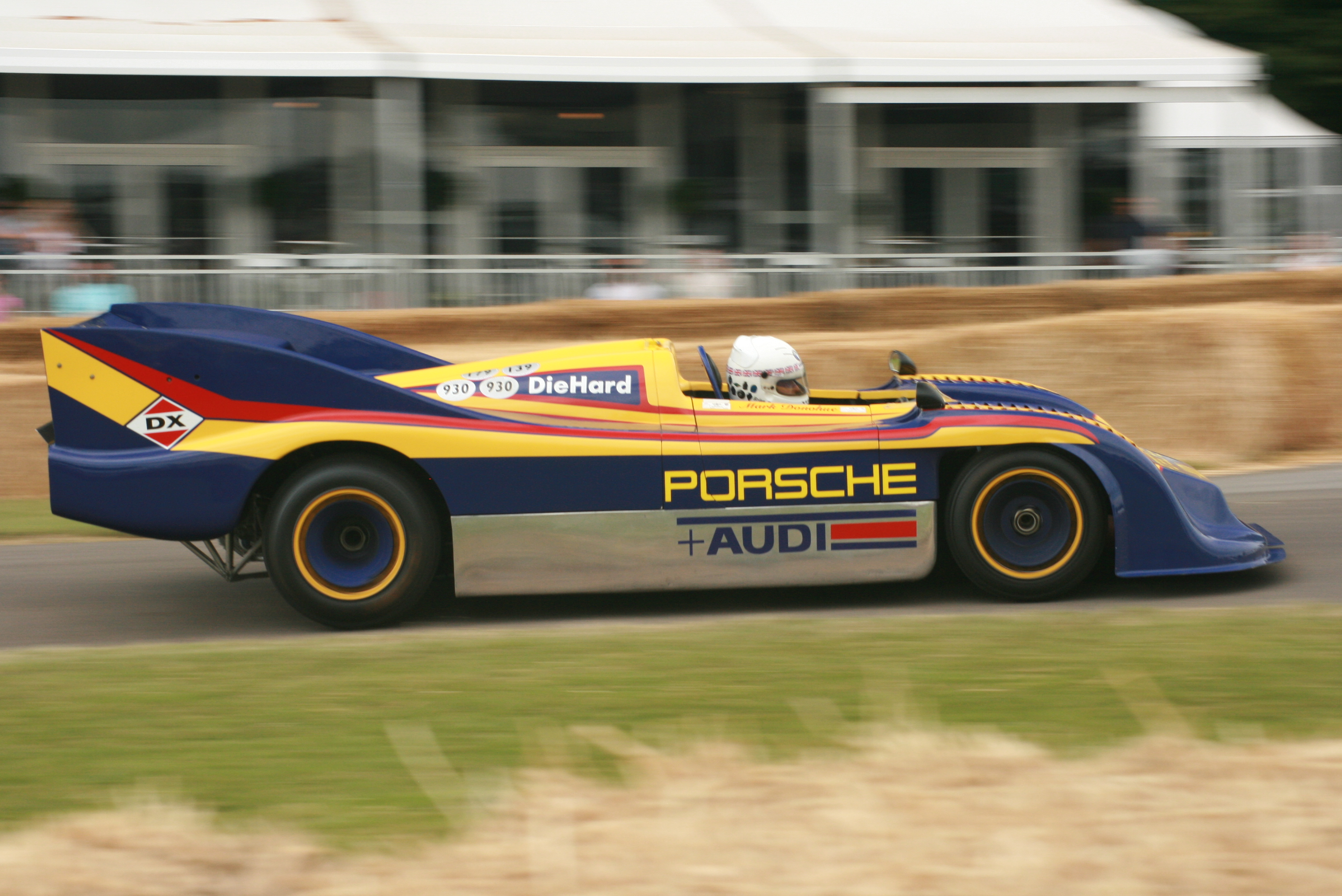
Porsche 917/30, Sieger der CanAm-Meisterschaft 1973

Im Jahre 1973 gewannen Porsche und Penske Racing die CanAm-Meisterschaft erneut und überlegener als im Vorjahr, diesmal mit Mark Donohue in einem Porsche 917/30. Neben dem 917/30 waren auch die Porsche 917/10 TC sehr erfolgreich, deren Fahrer die Plätze zwei bis vier der Fahrermeisterschaft erzielten.
In der Interserie 1973 beherrschten die Porsche 917/10 und 917/10 TC die Rennen nach Belieben. In jedem Rennen fuhr ein Porsche als erster Wagen über die Ziellinie. Gewonnen wurde die Saison letztlich durch Leo Kinnunen mit dem Team MSC Stuttgart/Racing Team AAW, der sich mit vier Siegen gegenüber den anderen Fahrern durchsetzte.
Des Weiteren waren Willi Kauhsen und Georg Loos sehr erfolgreich, die auch jeweils einen 917/10 TC fuhren.

### 1974 – Das Ende der CanAm

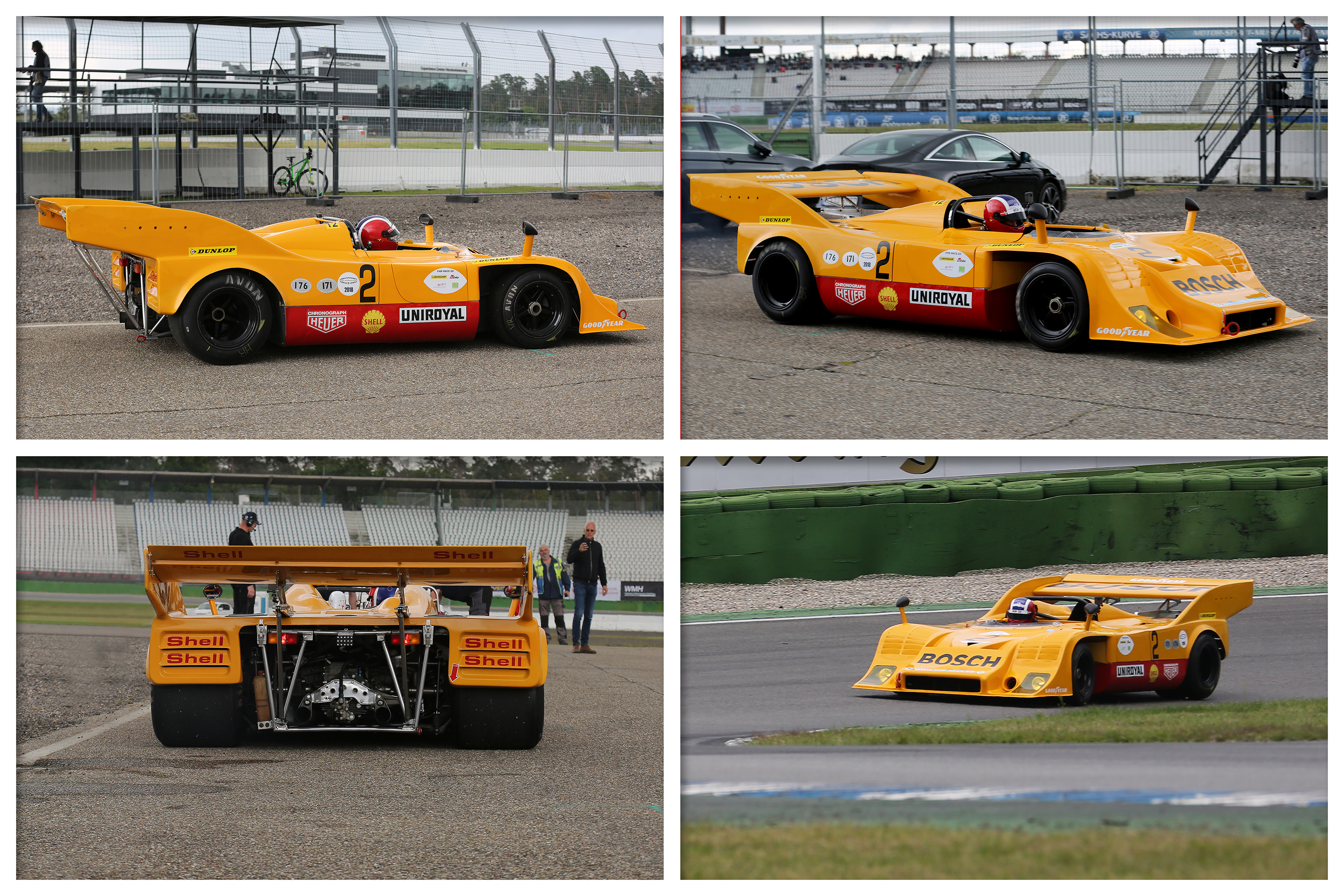
Ein Porsche 917/10 TC, wie er in der Interserie eingesetzt wurde

Mit dem Ende der CanAm, bedingt durch die Wirtschafts- und Ölkrise, endete auch die erfolgreiche Ära des 917. Der 917/30 wurde daher nur noch einmal beim vierten Rennen der CanAm-Saison, neben einem in Kundenhand befindlichen 917/10, eingesetzt. Die CanAm wurde nach dem 5. Rennen vorzeitig im August eingestellt und erst drei Jahre später 1977 neu belebt. Aufgrund neuer Reglements war der 917 jedoch in der CanAm nicht mehr wettbewerbsfähig einzusetzen.
Ebenso wie in der CanAm 1973 wurde der Porsche 917/30 mit dem turbogeladenen Zwölfzylindermotor in der Interserie 1974 eingesetzt. Allerdings war bei der Interserien-Version ein kleinerer Motor mit fünf Liter Hubraum statt eines 5,4-Liter-Aggregats eingebaut. Eingesetzt wurde dieser Wagen vom Martini Racing Team mit dem Fahrer Herbert Müller, der auch souverän den Fahrertitel gewann.

### 1975 – Die letzten Einsätze in der Interserie
Der Porsche 917 wurde 1975 nur noch in der Interserie eingesetzt. Dabei hatte der 917/30 seinen letzten erfolgreichen Einsatz beim Rennen zum Preis von Wiesbaden auf dem Hockenheimring, wo Herbert Müller den Sieg herausfuhr. Der Porsche 917/10 mit einem 5,6-Liter-Zwölfzylindersaugmotor und der 917/10 TC mit einem turboaufgeladenen 4,5-Liter-Zwölfzylindermotor wurden noch während der kompletten Saison gefahren. Hierbei siegte Tim Schenken in Zandvoort, auf dem Nürburgring und beim Preis von Baden-Württemberg und Hessen in Hockenheim.

### 1981 – Revival in der Sportwagenweltmeisterschaft
Zu den letzten bekannten Sporteinsätzen eines Porsche 917 außerhalb des historischen Rennsports kam es 1981. Der Kölner Rennstall Kremer hatte über die Jahre genug Fahrzeugkomponenten gesammelt, um daraus einen vollständigen Porsche 917 aufzubauen. Es war ein Coupé in Kurzheckausführung mit senkrechten Stabilisierungsflossen im hinteren Bereich und einem einteiligen Flügel dazwischen – ähnlich der Konstruktion, wie sie zuletzt bei den CanAm-Spydern eingesetzt worden war. Der Wagen war mit einem 4,5-Liter-Saugmotor ausgerüstet und trug die offizielle Bezeichnung Kremer-Porsche 917 K81. Eingesetzt wurde das Fahrzeug in zwei Rennen: Bei den 24-Stunden von Le Mans 1981 schieden die Fahrer Bob Wollek, Guy Chasseuil und Xavier Lapeyre in der 18. Stunde nach dem Bruch einer Motoraufhängung aus. Bei den 1000 Kilometern von Brands Hatch 1981 musste Bob Wollek den Kremer-Porsche 917 K81 ebenfalls vorzeitig abstellen. Grund war ein Defekt der Radaufhängung.

### Die Ergebnisse 1969 bis 1975

#### 1969
| Sportwagen-Weltmeisterschaft 1969 | Sportwagen-Weltmeisterschaft 1969 | Sportwagen-Weltmeisterschaft 1969 | Sportwagen-Weltmeisterschaft 1969 | Sportwagen-Weltmeisterschaft 1969 | Sportwagen-Weltmeisterschaft 1969 |
| Rennen                            | Rennen                            | Rennen                            | Rennen                            | Rennen                            | Rennen                            |
| Pos.                              | Nr.                               | Team                              | Fahrer                            | Chassistyp                        | Motortyp                          |
| --------------------------------- | --------------------------------- | --------------------------------- | --------------------------------- | --------------------------------- | --------------------------------- |
| 1000-km-Rennen am Nürburgring     |                                   |                                   |                                   |                                   |                                   |
| 8                                 | 61                                | Porsche System Engineering        | Frank Gardner David Piper         | 917                               | 4,5 l                             |
| 1000-km-Rennen von Zeltweg        |                                   |                                   |                                   |                                   |                                   |
| 1                                 | 29                                | Freiherr von Wendt                | Jo Siffert Kurt Ahrens            | 917 KH                            | 4,5 l                             |
| 3                                 | 30                                | David Piper Racing                | Richard Attwood Brian Redman      | 917 KH                            | 4,5 l                             |

| CanAm 1969                               | CanAm 1969 | CanAm 1969   | CanAm 1969 | CanAm 1969 | CanAm 1969 |
| Rennen                                   | Rennen     | Rennen       | Rennen     | Rennen     | Rennen     |
| Pos.                                     | Nr.        | Team         | Fahrer     | Chassistyp | Motortyp   |
| ---------------------------------------- | ---------- | ------------ | ---------- | ---------- | ---------- |
| Buckeye Can-Am, Mid-Ohio                 |            |              |            |            |            |
| 4                                        | 0          | Porsche-Audi | Jo Siffert | 917 PA     | 4,5 l      |
| Bridgehampton Grand Prix, Bridgehampton  |            |              |            |            |            |
| 3                                        | 0          | Porsche-Audi | Jo Siffert | 917 PA     | 4,5 l      |
| Michigan International Can-Am, Michigan  |            |              |            |            |            |
| 4                                        | 0          | Porsche-Audi | Jo Siffert | 917 PA     | 4,5 l      |
| Monterey Castrol Grand Prix, Laguna Seca |            |              |            |            |            |
| 5                                        | 0          | Porsche-Audi | Jo Siffert | 917 PA     | 4,5 l      |
| Texas International Grand Prix, Texas    |            |              |            |            |            |
| 4                                        | 0          | Porsche-Audi | Jo Siffert | 917 PA     | 4,5 l      |

#### 1970
| Sportwagen-Weltmeisterschaft 1970    | Sportwagen-Weltmeisterschaft 1970 | Sportwagen-Weltmeisterschaft 1970 | Sportwagen-Weltmeisterschaft 1970 | Sportwagen-Weltmeisterschaft 1970 | Sportwagen-Weltmeisterschaft 1970 |
| Rennen                               | Rennen                            | Rennen                            | Rennen                            | Rennen                            | Rennen                            |
| Pos.                                 | Nr.                               | Team                              | Fahrer                            | Chassistyp                        | Motortyp                          |
| ------------------------------------ | --------------------------------- | --------------------------------- | --------------------------------- | --------------------------------- | --------------------------------- |
| 24-Stunden-Rennen von Daytona        |                                   |                                   |                                   |                                   |                                   |
| 1                                    | 2                                 | John Wyer Automotive (Gulf)       | Pedro Rodríguez Leo Kinnunen      | 917 KH                            | 4,5 l                             |
| 2                                    | 1                                 | John Wyer Automotive (Gulf)       | Jo Siffert Brian Redman           | 917 KH                            | 4,5 l                             |
| 12-Stunden-Rennen von Sebring        |                                   |                                   |                                   |                                   |                                   |
| 4                                    | 15                                | John Wyer Automotive (Gulf)       | Pedro Rodríguez Leo Kinnunen      | 917 KH                            | 4,5 l                             |
| 1000-km-Rennen von Brands Hatch      |                                   |                                   |                                   |                                   |                                   |
| 1                                    | 10                                | John Wyer Automotive (Gulf)       | Pedro Rodríguez Leo Kinnunen      | 917 KH                            | 4,5 l                             |
| 2                                    | 11                                | Porsche Salzburg                  | Vic Elford Denis Hulme            | 917 KH                            | 4,5 l                             |
| 3                                    | 12                                | Porsche Salzburg                  | Richard Attwood Hans Herrmann     | 917 KH                            | 4,5 l                             |
| 1000-km-Rennen von Monza             |                                   |                                   |                                   |                                   |                                   |
| 1                                    | 7                                 | John Wyer Automotive (Gulf)       | Pedro Rodríguez Leo Kinnunen      | 917 KH                            | 4,5 l                             |
| 1000-km-Rennen von Spa-Francorchamps |                                   |                                   |                                   |                                   |                                   |
| 1                                    | 24                                | John Wyer Automotive (Gulf)       | Jo Siffert Brian Redman           | 917 KH                            | 4,9 l                             |
| 3                                    | 28                                | John Wyer Automotive (Gulf)       | Vic Elford Kurt Ahrens            | 917 KH                            | 4,5 l                             |
| 24-Stunden-Rennen von Le Mans        |                                   |                                   |                                   |                                   |                                   |
| 1                                    | 23                                | Porsche KG Salzburg               | Hans Herrmann Richard Attwood     | 917 KH                            | 4,5 l                             |
| 2                                    | 3                                 | Martini International Racing      | Gérard Larrousse Willi Kauhsen    | 917 LH                            | 4,5 l                             |
| 6-Stunden-Rennen von Watkins Glen    |                                   |                                   |                                   |                                   |                                   |
| 1                                    | 2                                 | John Wyer Automotive (Gulf)       | Pedro Rodríguez Leo Kinnunen      | 917 KH                            | 4,9 l                             |
| 2                                    | 1                                 | John Wyer Automotive (Gulf)       | Jo Siffert Brian Redman           | 917 KH                            | 4,9 l                             |
| 4                                    | 31                                | Porsche-Audi USA                  | Denis Hulme Vic Elford            | 917 KH                            | 4,9 l                             |
| 1000-km-Rennen von Zeltweg           |                                   |                                   |                                   |                                   |                                   |
| 1                                    | 23                                | John Wyer Automotive (Gulf)       | Jo Siffert Brian Redman           | 917 KH                            | 4,9 l                             |
| 4                                    | 21                                | Porsche KG Salzburg               | Vic Elford Richard Attwood        | 917 KH                            | 4,9 l                             |

| CanAm 1970                        | CanAm 1970 | CanAm 1970                   | CanAm 1970      | CanAm 1970 | CanAm 1970 |
| Rennen                            | Rennen     | Rennen                       | Rennen          | Rennen     | Rennen     |
| Pos.                              | Nr.        | Team                         | Fahrer          | Chassistyp | Motortyp   |
| --------------------------------- | ---------- | ---------------------------- | --------------- | ---------- | ---------- |
| Watkins Glen Can-Am, Watkins Glen |            |                              |                 |            |            |
| 2                                 | 1          | John Wyer Automotive (Gulf)  | Jo Siffert      | 917 KH     | 4,9 l      |
| 3                                 | 32         | Porsche-Audi USA             | Richard Attwood | 917 KH     | 4,9 l      |
| 4                                 | 31         | Porsche-Audi USA             | Vic Elford      | 917 KH     | 4,9 l      |
| 6                                 | 35         | Martini International Racing | Gijs van Lennep | 917 KH     | 5,0 l      |
| 7                                 | 6          | John Wyer Automotive (Gulf)  | Brian Redman    | 917 KH     | 4,9 l      |

| Interserie 1970                           | Interserie 1970 | Interserie 1970    | Interserie 1970  | Interserie 1970 | Interserie 1970 |
| Rennen                                    | Rennen          | Rennen             | Rennen           | Rennen          | Rennen          |
| Pos.                                      | Nr.             | Team               | Fahrer           | Chassistyp      | Motortyp        |
| ----------------------------------------- | --------------- | ------------------ | ---------------- | --------------- | --------------- |
| 200-Meilen-Rennen von Nürnberg, Norisring |                 |                    |                  |                 |                 |
| 1                                         | 12              | Gesipa Racing Team | Jürgen Neuhaus   | 917 KH          | 4,5 l           |
| 2                                         | 8               | AAW Racing Team    | Gijs van Lennep  | 917 KH          | 4,5 l           |
| Südwestpokal, Hockenheim                  |                 |                    |                  |                 |                 |
| 2                                         | 12              | AAW Racing Team    | Gijs van Lennep  | 917 KH          | 4,5 l           |
| 4                                         |                 | David Piper Racing | David Piper      | 917 KH          | 4,5 l           |
| 6                                         | 16              | Gesipa Racing Team | Jürgen Neuhaus   | 917 KH          | 4,5 l           |
| 11                                        |                 | Racing Team Zitro  | Dominique Martin | 917 KH          | 4,5 l           |
| Jock Leith Trophy, Croft                  |                 |                    |                  |                 |                 |
| 2                                         | 22              | Gesipa Racing Team | Jürgen Neuhaus   | 917 KH          | 4,5 l           |
| Großer Preis von Finnland, Keimola        |                 |                    |                  |                 |                 |
| 1                                         | 3               | AAW Racing Team    | Gijs van Lennep  | 917 KH          | 4,5 l           |
| 2                                         | 2               | Gesipa Racing Team | Jürgen Neuhaus   | 917 KH          | 4,5 l           |
| 7                                         | 4               | David Piper Racing | David Piper      | 917 KH          | 4,5 l           |
| Yellow Pages Sports Car Race, Thruxton    |                 |                    |                  |                 |                 |
| 1                                         | 1               | Gesipa Racing Team | Jürgen Neuhaus   | 917 KH          | 4,5 l           |
| 300-Meilen-Rennen von Hockenheim          |                 |                    |                  |                 |                 |
| 2                                         | 62              | Gesipa Racing Team | Jürgen Neuhaus   | 917 KH          | 4,5 l           |
| 3                                         | 63              | AAW Racing Team    | Gijs van Lennep  | 917 KH          | 4,5 l           |

#### 1971
| Sportwagen-Weltmeisterschaft 1971    | Sportwagen-Weltmeisterschaft 1971 | Sportwagen-Weltmeisterschaft 1971 | Sportwagen-Weltmeisterschaft 1971 | Sportwagen-Weltmeisterschaft 1971 | Sportwagen-Weltmeisterschaft 1971 |
| Rennen                               | Rennen                            | Rennen                            | Rennen                            | Rennen                            | Rennen                            |
| Pos.                                 | Nr.                               | Team                              | Fahrer                            | Chassistyp                        | Motortyp                          |
| ------------------------------------ | --------------------------------- | --------------------------------- | --------------------------------- | --------------------------------- | --------------------------------- |
| 1000-km-Rennen von Buenos Aires      |                                   |                                   |                                   |                                   |                                   |
| 1                                    | 30                                | John Wyer Automotive (Gulf)       | Jo Siffert Derek Bell             | 917 KH                            | 4,9 l                             |
| 2                                    | 32                                | John Wyer Automotive (Gulf)       | Pedro Rodríguez Jackie Oliver     | 917 KH                            | 4,9 l                             |
| 24-Stunden-Rennen von Daytona        |                                   |                                   |                                   |                                   |                                   |
| 1                                    | 2                                 | John Wyer Automotive (Gulf)       | Pedro Rodríguez Jackie Oliver     | 917 KH                            | 4,9 l                             |
| 12-Stunden-Rennen von Sebring        |                                   |                                   |                                   |                                   |                                   |
| 1                                    | 3                                 | Martini International Racing      | Vic Elford Gérard Larrousse       | 917 KH                            | 4,9 l                             |
| 4                                    | 2                                 | John Wyer Automotive (Gulf)       | Pedro Rodríguez Jackie Oliver     | 917 KH                            | 4,9 l                             |
| 1000-km-Rennen von Brands Hatch      |                                   |                                   |                                   |                                   |                                   |
| 3                                    | 6                                 | John Wyer Automotive (Gulf)       | Jo Siffert Derek Bell             | 917 KH                            | 5,0 l                             |
| 1000-km-Rennen von Monza             |                                   |                                   |                                   |                                   |                                   |
| 1                                    | 2                                 | John Wyer Automotive (Gulf)       | Pedro Rodríguez Jackie Oliver     | 917 KH                            | 5,0 l                             |
| 2                                    | 1                                 | John Wyer Automotive (Gulf)       | Jo Siffert Derek Bell             | 917 KH                            | 5,0 l                             |
| 1000-km-Rennen von Spa-Francorchamps |                                   |                                   |                                   |                                   |                                   |
| 1                                    | 21                                | John Wyer Automotive (Gulf)       | Pedro Rodríguez Jackie Oliver     | 917 KH                            | 5,0 l                             |
| 2                                    | 20                                | John Wyer Automotive (Gulf)       | Jo Siffert Derek Bell             | 917 KH                            | 5,0 l                             |
| 4                                    | 25                                | Team Auto Usdau                   | Willi Kauhsen Reinhold Joest      | 917 KH                            | 4,9 l                             |
| 1000-km-Rennen am Nürburgring        |                                   |                                   |                                   |                                   |                                   |
| 6                                    | 55                                | Team Auto Usdau                   | Reinhold Joest Willi Kauhsen      | 917 KH                            | 4,9 l                             |
| 24-Stunden-Rennen von Le Mans        |                                   |                                   |                                   |                                   |                                   |
| 1                                    | 22                                | Martini International Racing      | Helmut Marko Gijs van Lennep      | 917 KH                            | 4,9 l                             |
| 2                                    | 19                                | John Wyer Automotive (Gulf)       | Richard Attwood Herbert Müller    | 917 KH                            | 4,9 l                             |
| 1000-km-Rennen von Zeltweg           |                                   |                                   |                                   |                                   |                                   |
| 1                                    | 16                                | John Wyer Automotive (Gulf)       | Pedro Rodríguez Richard Attwood   | 917 KH                            | 5,0 l                             |
| 6-Stunden-Rennen von Watkins Glen    |                                   |                                   |                                   |                                   |                                   |
| 2                                    | 1                                 | John Wyer Automotive (Gulf)       | Jo Siffert Gijs van Lennep        | 917 KH                            | 5,0 l                             |
| 3                                    | 2                                 | John Wyer Automotive (Gulf)       | Derek Bell Richard Attwood        | 917 KH                            | 5,0 l                             |

| CanAm 1971                                 | CanAm 1971 | CanAm 1971                  | CanAm 1971      | CanAm 1971 | CanAm 1971 |
| Rennen                                     | Rennen     | Rennen                      | Rennen          | Rennen     | Rennen     |
| Pos.                                       | Nr.        | Team                        | Fahrer          | Chassistyp | Motortyp   |
| ------------------------------------------ | ---------- | --------------------------- | --------------- | ---------- | ---------- |
| Mont-Tremblant 50, St. Jovite              |            |                             |                 |            |            |
| 8                                          | 0          | Vasek Polak Racing          | Milt Minter     | 917 PA     | 5,0 l      |
| Road Atlanta Can-Am, Road Atlanta          |            |                             |                 |            |            |
| 5                                          | 0          | Vasek Polak Racing          | Milt Minter     | 917 PA     | 5,0 l      |
| Watkins Glen Can-Am, Watkins Glen          |            |                             |                 |            |            |
| 3                                          | 20         | STP-Jo Siffert              | Jo Siffert      | 917/10     | 5,0 l      |
| 9                                          | 92         | John Wyer Automotive (Gulf) | Gijs van Lennep | 917 KH     | 5,0 l      |
| Buckeye Can-Am, Mid-Ohio                   |            |                             |                 |            |            |
| 2                                          | 20         | STP-Jo Siffert              | Jo Siffert      | 917/10     | 5,0 l      |
| 6                                          | 0          | Vasek Polak Racing          | Milt Minter     | 917 PA     | 5,0 l      |
| Road America Can-Am, Road America          |            |                             |                 |            |            |
| 2                                          | 20         | STP-Jo Siffert              | Jo Siffert      | 917/10     | 5,0 l      |
| Minneapolis Tribune Grand Prix, Donnybroke |            |                             |                 |            |            |
| 5                                          | 20         | STP-Jo Siffert              | Jo Siffert      | 917/10     | 5,0 l      |
| Molson Can-Am, Edmonton                    |            |                             |                 |            |            |
| 4                                          | 20         | STP-Jo Siffert              | Jo Siffert      | 917/10     | 5,0 l      |
| 5                                          | 0          | Vasek Polak Racing          | Milt Minter     | 917 PA     | 5,0 l      |
| Monterey Castrol Grand Prix, Laguna Seca   |            |                             |                 |            |            |
| 5                                          | 20         | STP-Jo Siffert              | Jo Siffert      | 917/10     | 5,0 l      |
| 9                                          | 0          | Vasek Polak Racing          | Milt Minter     | 917 PA     | 5,0 l      |
| Los Angeles Times Grand Prix, Riverside    |            |                             |                 |            |            |
| 6                                          | 0          | Vasek Polak Racing          | Milt Minter     | 917 PA     | 5,0 l      |

| Interserie 1971                                    | Interserie 1971 | Interserie 1971    | Interserie 1971  | Interserie 1971 | Interserie 1971 |
| Rennen                                             | Rennen          | Rennen             | Rennen           | Rennen          | Rennen          |
| Pos.                                               | Nr.             | Team               | Fahrer           | Chassistyp      | Motortyp        |
| -------------------------------------------------- | --------------- | ------------------ | ---------------- | --------------- | --------------- |
| Coppa di Schell, Imola                             |                 |                    |                  |                 |                 |
| 3                                                  | 11              | AAW Racing Team    | Leo Kinnunen     | 917 Spyder      | 5,0 l           |
| 6                                                  | 14              | Gesipa Racing Team | Michel Weber     | 917 Spyder      | 4,5 l           |
| 9                                                  |                 | Racing Team Zitro  | Dominique Martin | 917 KH          | 4,5 l           |
| Kent 300, Zolder                                   |                 |                    |                  |                 |                 |
| 2                                                  | 11              | AAW Racing Team    | Leo Kinnunen     | 917 Spyder      | 5,0 l           |
| 4                                                  | 1               | Uschi Heckersbruch | Jürgen Neuhaus   | 917 Spyder      | 5,0 l           |
| 5                                                  | 14              | Gesipa Racing Team | Michel Weber     | 917 Spyder      | 4,5 l           |
| 300-Meilen-Rennen von Hockenheim                   |                 |                    |                  |                 |                 |
| 2                                                  | 11              | AAW Racing Team    | Leo Kinnunen     | 917 Spyder      | 5,0 l           |
| 4                                                  | 13              | Gesipa Racing Team | Michel Weber     | 917 Spyder      | 4,9 l           |
| 5                                                  | 1               | Uschi Heckersbruch | Jürgen Neuhaus   | 917 Spyder      | 5,0 l           |
| 200-Meilen-Rennen von Nürnberg, Norisring          |                 |                    |                  |                 |                 |
| 7                                                  | 13              | Gesipa Racing Team | Michel Weber     | 917 Spyder      | 4,9 l           |
| Großer Preis von Finnland, Keimola                 |                 |                    |                  |                 |                 |
| 1                                                  | 11              | AAW Racing Team    | Leo Kinnunen     | 917 Spyder      | 5,0 l           |
| 4                                                  | 1               | Uschi Heckersbruch | Jürgen Neuhaus   | 917 Spyder      | 5,0 l           |
| 5                                                  | 13              | Gesipa Racing Team | Michel Weber     | 917 Spyder      | 4,9 l           |
| 500-km-Rennen von Imola                            |                 |                    |                  |                 |                 |
| 4                                                  | 11              | AAW Racing Team    | Leo Kinnunen     | 917 Spyder      | 5,0 l           |
| 5                                                  |                 | David Piper Racing | Mario Casoni     | 917 KH          | 4,5 l           |
| 6                                                  | 13              | Gesipa Racing Team | Michel Weber     | 917 Spyder      | 5,0 l           |
| Preis von Baden-Württemberg und Hessen, Hockenheim |                 |                    |                  |                 |                 |
| 2                                                  | 13              | Gesipa Racing Team | Michel Weber     | 917 Spyder      | 5,0 l           |
| 3                                                  | 11              | AAW Racing Team    | Leo Kinnunen     | 917 Spyder      | 5,0 l           |
| 4                                                  | 1               | Uschi Heckersbruch | Jürgen Neuhaus   | 917 Spyder      | 5,0 l           |

#### 1972
| CanAm 1972                                 | CanAm 1972 | CanAm 1972                | CanAm 1972     | CanAm 1972 | CanAm 1972 |
| Rennen                                     | Rennen     | Rennen                    | Rennen         | Rennen     | Rennen     |
| Pos.                                       | Nr.        | Team                      | Fahrer         | Chassistyp | Motortyp   |
| ------------------------------------------ | ---------- | ------------------------- | -------------- | ---------- | ---------- |
| Labatt’s Blue Trophy, Mosport              |            |                           |                |            |            |
| 2                                          | 6          | Penske Racing             | Mark Donohue   | 917/10 TC  | 5,0 l      |
| 4                                          | 0          | Vasek Polak Racing        | Milt Minter    | 917/10     | 5,4 l      |
| 5                                          | 59         | Brumos Porsche-Audi       | Peter Gregg    | 917/10     | 5,4 l      |
| Road Atlanta Can-Am, Road Atlanta          |            |                           |                |            |            |
| 1                                          | 6          | Penske Racing             | George Follmer | 917/10 TC  | 5,0 l      |
| 3                                          | 0          | Vasek Polak Racing        | Milt Minter    | 917/10     | 5,4 l      |
| 5                                          | 59         | Brumos Porsche-Audi       | Peter Gregg    | 917/10     | 5,4 l      |
| Watkins Glen Can-Am, Watkins Glen          |            |                           |                |            |            |
| 5                                          | 6          | Penske Racing             | George Follmer | 917/10 TC  | 5,0 l      |
| 6                                          | 0          | Vasek Polak Racing        | Milt Minter    | 917/10     | 5,4 l      |
| Buckeye Can-Am, Mid-Ohio                   |            |                           |                |            |            |
| 1                                          | 6          | Penske Racing             | George Follmer | 917/10 TC  | 5,0 l      |
| 3                                          | 0          | Vasek Polak Racing        | Milt Minter    | 917/10     | 5,4 l      |
| Road America Can-Am, Road America          |            |                           |                |            |            |
| 1                                          | 6          | Penske Racing             | George Follmer | 917/10 TC  | 5,0 l      |
| 3                                          | 59         | Brumos Porsche-Audi       | Peter Gregg    | 917/10     | 5,4 l      |
| 7                                          | 0          | Vasek Polak Racing        | Milt Minter    | 917/10     | 5,4 l      |
| Minneapolis Tribune Grand Prix, Donnybroke |            |                           |                |            |            |
| 2                                          | 0          | Vasek Polak Racing        | Milt Minter    | 917/10 TC  | 4,5 l      |
| 4                                          | 7          | Penske Racing             | George Follmer | 917/10 TC  | 5,0 l      |
| Klondike 200, Edmonton                     |            |                           |                |            |            |
| 1                                          | 6          | Penske Racing             | Mark Donohue   | 917/10 TC  | 5,0 l      |
| 3                                          | 7          | Penske Racing             | George Follmer | 917/10 TC  | 5,0 l      |
| Monterey Castrol Grand Prix, Laguna Seca   |            |                           |                |            |            |
| 1                                          | 7          | Penske Racing             | George Follmer | 917/10 TC  | 5,0 l      |
| 2                                          | 6          | Penske Racing             | Mark Donohue   | 917/10 TC  | 5,0 l      |
| 4                                          | 0          | Vasek Polak Racing        | Milt Minter    | 917/10 TC  | 4,5 l      |
| 5                                          | 20         | Vasek Polak Racing        | Sam Posey      | 917 PA     | 5,0 l      |
| Los Angeles Times Grand Prix, Riverside    |            |                           |                |            |            |
| 1                                          | 7          | Penske Racing             | George Follmer | 917/10 TC  | 5,0 l      |
| 3                                          | 6          | Penske Racing             | Mark Donohue   | 917/10 TC  | 5,0 l      |
| 6                                          | 59         | Brumos Porsche-Audi       | Peter Gregg    | 917/10 TC  | 4,5 l      |
| 8                                          | 18         | Willi Kauhsen Racing Team | Willi Kauhsen  | 917/10 TC  | 4,5 l      |

| Interserie 1972                                    | Interserie 1972 | Interserie 1972              | Interserie 1972 | Interserie 1972 | Interserie 1972 |
| Rennen                                             | Rennen          | Rennen                       | Rennen          | Rennen          | Rennen          |
| Pos.                                               | Nr.             | Team                         | Fahrer          | Chassistyp      | Motortyp        |
| -------------------------------------------------- | --------------- | ---------------------------- | --------------- | --------------- | --------------- |
| 300-km-Rennen am Nürburgring                       |                 |                              |                 |                 |                 |
| 2                                                  | 11              | Willi Kauhsen Racing Team    | Willi Kauhsen   | 917/10          | 5,0 l           |
| 4                                                  | 1               | AAW Racing Team              | Leo Kinnunen    | 917/10          | 5,4 l           |
| 5                                                  | 6               | Uschi Heckersbruch           | Jürgen Neuhaus  | 917 Spyder      | 5,0 l           |
| 9                                                  | 17              | Boeri Sport Helmet Racing T. | Ernst Kraus     | 917 Spyder      | 5,0 l           |
| Coppa di Oro Shell, Imola                          |                 |                              |                 |                 |                 |
| 1                                                  | 11              | Willi Kauhsen Racing Team    | Willi Kauhsen   | 917/10          | 5,0 l           |
| 3                                                  | 17              | Boeri Sport Helmet Racing T. | Ernst Kraus     | 917 Spyder      | 5,0 l           |
| Super Sports 200, Silverstone                      |                 |                              |                 |                 |                 |
| 1                                                  | 1               | AAW Racing Team              | Leo Kinnunen    | 917/10          | 5,4 l           |
| 4                                                  | 17              | Boeri Sport Helmet Racing T. | Ernst Kraus     | 917 Spyder      | 5,0 l           |
| Interserierennen am Österreichring, Zeltweg        |                 |                              |                 |                 |                 |
| 2                                                  | 11              | Willi Kauhsen Racing Team    | Willi Kauhsen   | 917/10 TC       | 5,0 l           |
| Südwestpokal, Hockenheim                           |                 |                              |                 |                 |                 |
| 1                                                  | 1               | AAW Racing Team              | Leo Kinnunen    | 917/10 TC       | 5,0 l           |
| 2                                                  | 11              | Willi Kauhsen Racing Team    | Willi Kauhsen   | 917/10 TC       | 5,0 l           |
| 200-Meilen-Rennen von Nürnberg, Norisring          |                 |                              |                 |                 |                 |
| 1                                                  | 1               | AAW Racing Team              | Leo Kinnunen    | 917/10 TC       | 5,0 l           |
| 2                                                  | 11              | Willi Kauhsen Racing Team    | Willi Kauhsen   | 917/10 TC       | 5,0 l           |
| 4                                                  | 29              | Gelo Racing Team             | Franz Pesch     | 917 Spyder      | 5,0 l           |
| Großer Preis von Finnland, Keimola                 |                 |                              |                 |                 |                 |
| 1                                                  | 1               | AAW Racing Team              | Leo Kinnunen    | 917/10 TC       | 5,0 l           |
| 2                                                  | 11              | Willi Kauhsen Racing Team    | Willi Kauhsen   | 917/10 TC       | 5,0 l           |
| 3                                                  | 3               | David Piper Racing           | Chris Craft     | 917 KH          | 5,4 l           |
| Rheinland-Pfalz Preis, Nürburgring                 |                 |                              |                 |                 |                 |
| 1                                                  | 1               | AAW Racing Team              | Leo Kinnunen    | 917/10 TC       | 5,0 l           |
| 6                                                  | 3               | David Piper Racing           | Chris Craft     | 917 KH          | 5,4 l           |
| Preis von Baden-Württemberg und Hessen, Hockenheim |                 |                              |                 |                 |                 |
| 1                                                  | 1               | AAW Racing Team              | Leo Kinnunen    | 917/10 TC       | 5,0 l           |
| 2                                                  | 11              | Willi Kauhsen Racing Team    | Willi Kauhsen   | 917/10 TC       | 5,0 l           |
| 3                                                  | 3               | David Piper Racing           | Chris Craft     | 917 KH          | 5,4 l           |
| 7                                                  | 29              | Gelo Racing Team             | Franz Pesch     | 917 Spyder      | 5,0 l           |

#### 1973
| CanAm 1973                               | CanAm 1973 | CanAm 1973                     | CanAm 1973     | CanAm 1973 | CanAm 1973 |
| Rennen                                   | Rennen     | Rennen                         | Rennen         | Rennen     | Rennen     |
| Pos.                                     | Nr.        | Team                           | Fahrer         | Chassistyp | Motortyp   |
| ---------------------------------------- | ---------- | ------------------------------ | -------------- | ---------- | ---------- |
| Labatt’s Blue Trophy, Mosport            |            |                                |                |            |            |
| 1                                        | 23         | Rinzler Motoracing Royal Crown | Charlie Kemp   | 917/10 TC  | 5,0 l      |
| 2                                        | 4          | Hans Wiedmer                   | Hans Wiedmer   | 917/10 TC  | 5,0 l      |
| 5                                        | 3          | Vasek Polak Racing             | Steve Durst    | 917/10     | 5,4 l      |
| 7                                        | 6          | Roger Penske Enterprises       | Mark Donohue   | 917/30     | 5,4 l      |
| Carling Can-Am, Road Atlanta             |            |                                |                |            |            |
| 1                                        | 16         | Rinzler Motoracing Royal Crown | George Follmer | 917/10 TC  | 5,0 l      |
| 2                                        | 6          | Roger Penske Enterprises       | Mark Donohue   | 917/30     | 5,4 l      |
| 3                                        | 0          | Vasek Polak Racing             | Jody Scheckter | 917/10 TC  | 5,0 l      |
| 5                                        | 59         | Brumos Racing                  | Hurley Haywood | 917/10 TC  | 5,0 l      |
| 7                                        | 3          | Vasek Polak Racing             | Steve Durst    | 917/10 TC  | 5,0 l      |
| Watkins Glen Can-Am, Watkins Glen        |            |                                |                |            |            |
| 1                                        | 6          | Roger Penske Enterprises       | Mark Donohue   | 917/30     | 5,4 l      |
| 3                                        | 0          | Vasek Polak Racing             | Jody Scheckter | 917/10 TC  | 5,0 l      |
| 4                                        | 23         | Rinzler Motoracing Royal Crown | Charlie Kemp   | 917/10 TC  | 5,0 l      |
| 7                                        | 3          | Vasek Polak Racing             | Steve Durst    | 917/10 TC  | 5,0 l      |
| Buckeye Can-Am, Mid-Ohio                 |            |                                |                |            |            |
| 1                                        | 6          | Roger Penske Enterprises       | Mark Donohue   | 917/30     | 5,4 l      |
| 2                                        | 16         | Rinzler Motoracing Royal Crown | George Follmer | 917/10 TC  | 5,0 l      |
| 3                                        | 59         | Brumos Racing                  | Hurley Haywood | 917/10 TC  | 5,0 l      |
| 10                                       | 3          | Vasek Polak Racing             | Steve Durst    | 917/10 TC  | 5,0 l      |
| Road America Can-Am, Road America        |            |                                |                |            |            |
| 1                                        | 6          | Roger Penske Enterprises       | Mark Donohue   | 917/30     | 5,4 l      |
| 2                                        | 0          | Vasek Polak Racing             | Jody Scheckter | 917/10 TC  | 5,0 l      |
| 3                                        | 16         | Rinzler Motoracing Royal Crown | George Follmer | 917/10 TC  | 5,0 l      |
| Molson Can-Am, Edmonton                  |            |                                |                |            |            |
| 1                                        | 6          | Roger Penske Enterprises       | Mark Donohue   | 917/30     | 5,4 l      |
| 2                                        | 16         | Rinzler Motoracing Royal Crown | George Follmer | 917/10 TC  | 5,0 l      |
| 8                                        | 23         | Rinzler Motoracing Royal Crown | Charlie Kemp   | 917/10 TC  | 5,0        |
| Monterey Castrol Grand Prix, Laguna Seca |            |                                |                |            |            |
| 1                                        | 6          | Roger Penske Enterprises       | Mark Donohue   | 917/30     | 5,4 l      |
| 3                                        | 59         | Brumos Racing                  | Hurley Haywood | 917/10 TC  | 5,0 l      |
| Los Angeles Times Grand Prix, Riverside  |            |                                |                |            |            |
| 1                                        | 6          | Roger Penske Enterprises       | Mark Donohue   | 917/30     | 5,4 l      |
| 2                                        | 59         | Brumos Racing                  | Hurley Haywood | 917/10 TC  | 5,0 l      |
| 3                                        | 23         | Rinzler Motoracing Royal Crown | Charlie Kemp   | 917/10 TC  | 5,0 l      |

| Interserie 1973                                    | Interserie 1973 | Interserie 1973              | Interserie 1973   | Interserie 1973 | Interserie 1973 |
| Rennen                                             | Rennen          | Rennen                       | Rennen            | Rennen          | Rennen          |
| Pos.                                               | Nr.             | Team                         | Fahrer            | Chassistyp      | Motortyp        |
| -------------------------------------------------- | --------------- | ---------------------------- | ----------------- | --------------- | --------------- |
| 300-km-Rennen am Nürburgring                       |                 |                              |                   |                 |                 |
| 1                                                  | 2               | Willi Kauhsen Racing Team    | Willi Kauhsen     | 917/10 TC       | 5,0 l           |
| 2                                                  | 1               | MSC Stuttgart/Racing T. AAW  | Leo Kinnunen      | 917/10 TC       | 5,0 l           |
| 5                                                  | 5               | Boeri Sport Helmet Racing T. | Ernst Kraus       | 917/10          | 5,4 l           |
| 6                                                  | 6               | Gelo Racing Team             | Georg Loos        | 917/10 TC       | 5,0 l           |
| Coppa di Oro Shell, Imola                          |                 |                              |                   |                 |                 |
| 1                                                  | 2               | Willi Kauhsen Racing Team    | Willi Kauhsen     | 917/10 TC       | 5,0 l           |
| 2                                                  | 1               | MSC Stuttgart/Racing T. AAW  | Leo Kinnunen      | 917/10 TC       | 5,0 l           |
| 3                                                  | 6               | Gelo Racing Team             | Georg Loos        | 917/10 TC       | 5,0 l           |
| 4                                                  | 5               | Boeri Sport Helmet Racing T. | Ernst Kraus       | 917/10          | 5,4 l           |
| Martini International Super Sports, Silverstone    |                 |                              |                   |                 |                 |
| 1                                                  | 1               | MSC Stuttgart/Racing T. AAW  | Leo Kinnunen      | 917/10 TC       | 5,0 l           |
| 2                                                  | 2               | Willi Kauhsen Racing Team    | Willi Kauhsen     | 917/10 TC       | 5,0 l           |
| 3                                                  | 6               | Gelo Racing Team             | Georg Loos        | 917/10 TC       | 5,0 l           |
| 4                                                  | 5               | Boeri Sport Helmet Racing T. | Ernst Kraus       | 917/10          | 5,4 l           |
| 6                                                  | 11              | Willi Kauhsen Racing Team    | Günter Steckkönig | 917/10          | 5,4 l           |
| 200-Meilen-Rennen von Nürnberg, Norisring          |                 |                              |                   |                 |                 |
| 1                                                  | 1               | MSC Stuttgart/Racing T. AAW  | Leo Kinnunen      | 917/10 TC       | 5,0 l           |
| 2                                                  | 6               | Gelo Racing Team             | Georg Loos        | 917/10 TC       | 5,0 l           |
| 4                                                  | 2               | Willi Kauhsen Racing Team    | Willi Kauhsen     | 917/10 TC       | 5,0 l           |
| 5                                                  | 23              | Gelo Racing Team             | Jürgen Barth      | 917 Spyder      | 5,0 l           |
| 6                                                  | 5               | Boeri Sport Helmet Racing T. | Ernst Kraus       | 917/10          | 5,4 l           |
| 9                                                  | 47              | Racing Team AAW              | Lasse Sirviö      | 917 Spyder      | 5,0 l           |
| Südwestpokal, Hockenheim                           |                 |                              |                   |                 |                 |
| 1                                                  | 7               | MSC Stuttgart (Jägermeister) | Vic Elford        | 917/30          | 5,0 l           |
| 2                                                  | 6               | Gelo Racing Team             | Georg Loos        | 917/10 TC       | 5,0 l           |
| 3                                                  | 5               | Boeri Sport Helmet Racing T. | Ernst Kraus       | 917/10          | 5,4 l           |
| 5                                                  | 23              | Gelo Racing Team             | Jürgen Barth      | 917 Spyder      | 5,0 l           |
| 6                                                  | 2               | Willi Kauhsen Racing Team    | Willi Kauhsen     | 917/10 TC       | 5,0 l           |
| 7                                                  | 47              | Racing Team AAW              | Lasse Sirviö      | 917 Spyder      | 5,0 l           |
| 8                                                  | 44              | Auto-Fox-Racing              | Albert Pfuhl      | 917 Spyder      | 4,5 l           |
| Trofeo Riviera Adriatica, Misano                   |                 |                              |                   |                 |                 |
| 1                                                  | 1               | MSC Stuttgart/Racing T. AAW  | Leo Kinnunen      | 917/10 TC       | 5,0 l           |
| 2                                                  | 5               | Boeri Sport Helmet Racing T. | Ernst Kraus       | 917/10          | 5,4 l           |
| 4                                                  | 2               | Willi Kauhsen Racing Team    | Willi Kauhsen     | 917/10 TC       | 5,0 l           |
| 5                                                  | 3               | Felder Racing Team           | Helmut Kelleners  | 917/30          | 5,0 l           |
| 6                                                  | 23              | Gelo Racing Team             | Jürgen Barth      | 917 Spyder      | 5,0 l           |
| 8                                                  | 47              | Racing Team AAW              | Lasse Sirviö      | 917 Spyder      | 5,0 l           |
| Preis von Baden-Württemberg und Hessen, Hockenheim |                 |                              |                   |                 |                 |
| 1                                                  | 1               | MSC Stuttgart/Racing T. AAW  | Leo Kinnunen      | 917/10 TC       | 5,0 l           |
| 2                                                  | 6               | Gelo Racing Team             | Georg Loos        | 917/10 TC       | 5,0 l           |
| 3                                                  | 5               | Boeri Sport Helmet Racing T. | Ernst Kraus       | 917/10          | 5,4 l           |
| 4                                                  | 2               | Willi Kauhsen Racing Team    | Willi Kauhsen     | 917/10 TC       | 5,0 l           |
| 5                                                  | 3               | Felder Racing Team           | Helmut Kelleners  | 917/30          | 5,0 l           |
| 7                                                  | 23              | Gelo Racing Team             | Jürgen Barth      | 917 Spyder      | 5,0 l           |

#### 1974
| CanAm 1974               | CanAm 1974 | CanAm 1974    | CanAm 1974     | CanAm 1974 | CanAm 1974 |
| Rennen                   | Rennen     | Rennen        | Rennen         | Rennen     | Rennen     |
| Pos.                     | Nr.        | Team          | Fahrer         | Chassistyp | Motortyp   |
| ------------------------ | ---------- | ------------- | -------------- | ---------- | ---------- |
| Buckeye Can-Am, Mid-Ohio |            |               |                |            |            |
| 2                        | 66         | Penske Racing | Brian Redman   | 917/30     | 5,4 l      |
| 3                        | 59         | Brumos Racing | Hurley Haywood | 917/10     | 5,4 l      |

| Interserie 1974                                                    | Interserie 1974 | Interserie 1974              | Interserie 1974    | Interserie 1974 | Interserie 1974 |
| Rennen                                                             | Rennen          | Rennen                       | Rennen             | Rennen          | Rennen          |
| Pos.                                                               | Nr.             | Team                         | Fahrer             | Chassistyp      | Motortyp        |
| ------------------------------------------------------------------ | --------------- | ---------------------------- | ------------------ | --------------- | --------------- |
| Martini International Super Sports, Silverstone                    |                 |                              |                    |                 |                 |
| 1                                                                  | 2               | Willi Kauhsen Racing Team    | Willi Kauhsen      | 917/10 TC       | 4,5 l           |
| 2                                                                  | 0               | Martini Racing Team          | Herbert Müller     | 917/30          | 4,5 l           |
| 4                                                                  | 5               | Boeri Sport Helmet Racing T. | Ernst Kraus        | 917/10          | 5,6 l           |
| 300-km-Rennen am Nürburgring                                       |                 |                              |                    |                 |                 |
| 2                                                                  | 0               | Martini Racing Team          | Herbert Müller     | 917/30          | 4,5 l           |
| 6                                                                  | 1               | Willi Kauhsen Racing Team    | Emerson Fittipaldi | 917/10 TC       | 4,5 l           |
| Hessenpreis, Kassel-Calden                                         |                 |                              |                    |                 |                 |
| 1                                                                  | 0               | Martini Racing Team          | Herbert Müller     | 917/30          | 4,5 l           |
| 2                                                                  | 2               | Willi Kauhsen Racing Team    | Willi Kauhsen      | 917/10 TC       | 4,5 l           |
| 4                                                                  | 5               | Boeri Sport Helmet Racing T. | Ernst Kraus        | 917/10          | 5,6 l           |
| Supersprint, Nürburgring                                           |                 |                              |                    |                 |                 |
| 1                                                                  | 0               | Martini Racing Team          | Herbert Müller     | 917/30          | 4,5 l           |
| 3                                                                  | 4               | Boeri Sport Helmet Racing T. | Ernst Kraus        | 917/10          | 5,6 l           |
| Coppa Autodromo Casale – Interserie Super Sport, Casale Monferrato |                 |                              |                    |                 |                 |
| 1                                                                  | 0               | Martini Racing Team          | Herbert Müller     | 917/30          | 4,5 l           |
| 4                                                                  | 2               | Willi Kauhsen Racing Team    | Willi Kauhsen      | 917/10 TC       | 4,5 l           |
| Preis von Baden-Württemberg und Hessen, Hockenheim                 |                 |                              |                    |                 |                 |
| 1                                                                  |                 | Martini Racing Team          | Leo Kinnunen       | 917/30          | 4,5 l           |
| 4                                                                  | 2               | Willi Kauhsen Racing Team    | Willi Kauhsen      | 917/10 TC       | 4,5 l           |

#### 1975
| Interserie 1975                                    | Interserie 1975 | Interserie 1975              | Interserie 1975 | Interserie 1975 | Interserie 1975 |
| Rennen                                             | Rennen          | Rennen                       | Rennen          | Rennen          | Rennen          |
| Pos.                                               | Nr.             | Team                         | Fahrer          | Chassistyp      | Motortyp        |
| -------------------------------------------------- | --------------- | ---------------------------- | --------------- | --------------- | --------------- |
| Preis von Wiesbaden, Hockenheim                    |                 |                              |                 |                 |                 |
| 1                                                  | 0               | Martini Racing Team          | Herbert Müller  | 917/30          | 4,5 l           |
| Flugplatzrennen, Mainz-Finthen                     |                 |                              |                 |                 |                 |
| 2                                                  |                 | Boeri Sport Helmet Racing T. | Ernst Kraus     | 917/10          | 5,6 l           |
| Südwestpokal, Hockenheim                           |                 |                              |                 |                 |                 |
| 4                                                  |                 | Boeri Sport Helmet Racing T. | Ernst Kraus     | 917/10          | 5,6 l           |
| Hessenpreis, Kassel-Calden                         |                 |                              |                 |                 |                 |
| 7                                                  |                 | Boeri Sport Helmet Racing T. | Ernst Kraus     | 917/10          | 5,6 l           |
| Nordsee Cup, Zandvoort                             |                 |                              |                 |                 |                 |
| 1                                                  | 6               | Gelo Racing Team             | Tim Schenken    | 917/10 TC       | 4,5 l           |
| 3                                                  | 2               | Boeri Sport Helmet Racing T. | Ernst Kraus     | 917/10          | 5,6 l           |
| Supersprint Nürburgring                            |                 |                              |                 |                 |                 |
| 1                                                  | 1               | Gelo Racing Team             | Tim Schenken    | 917/10 TC       | 4,5 l           |
| 3                                                  |                 | Boeri Sport Helmet Racing T. | Ernst Kraus     | 917/10          | 5,6 l           |
| Preis von Baden-Württemberg und Hessen, Hockenheim |                 |                              |                 |                 |                 |
| 1                                                  |                 | Gelo Racing Team             | Tim Schenken    | 917/10 TC       | 4,5 l           |
| 2                                                  |                 | Boeri Sport Helmet Racing T. | Ernst Kraus     | 917/10          | 5,6 l           |

## Der Porsche 917 im Film

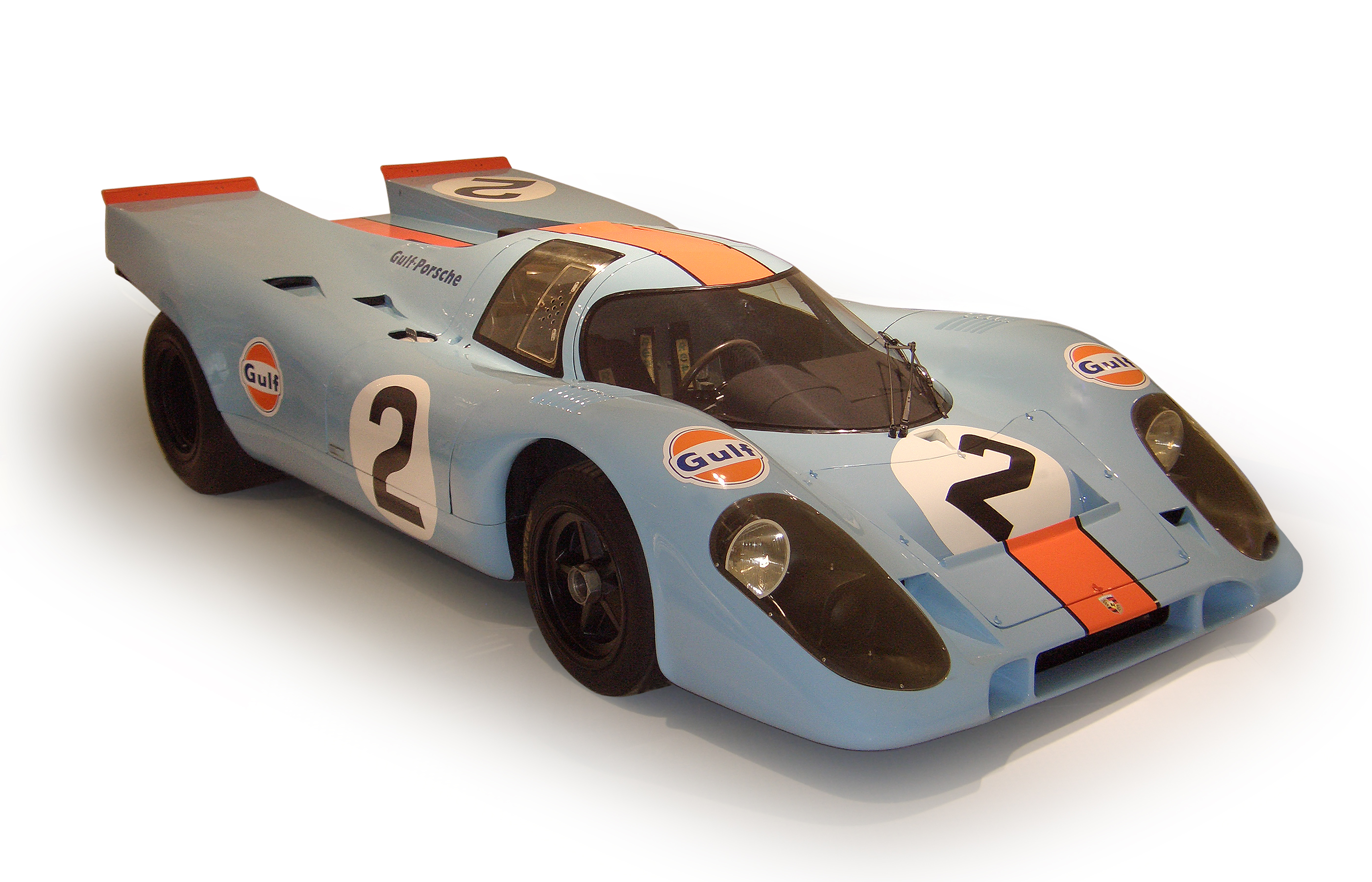
Porsche 917 mit Gulf-Racing-Lackierung

US-Regisseur Lee H. Katzin setzte 1971 mit dem Film Le Mans und Steve McQueen in der Hauptrolle den großen Sportwagen Porsche 917 und Ferrari 512 ein Denkmal. Produziert und finanziert wurde der Film von McQueen. Der heimliche Star des Films bzw. der Dreharbeiten war jedoch ein offener Porsche 908/2 von Herbert Linge und Jonathan Williams, der 1970 beim 24-Stunden-Rennen im Wettbewerb mitfuhr – wenn auch außer Konkurrenz – und trotz der aufmontierten klobigen Filmkameras und häufigen Stopps als neunter Wagen ins Ziel kam. Auch im Spielfilm Der tolle Käfer in der Rallye Monte Carlo aus der Herbie-Reihe tritt der 917 in einer Nebenrolle auf. Er wird im Film von Bruno von Stickle – dargestellt von Eric Braeden – pilotiert und ist bis zum Ende härtester Konkurrent von "Herbie" in der namensgebenden Rallye Monte Carlo, muss sich jedoch schließlich geschlagen geben. Der Film ist hierbei nicht historisch akkurat – der Porsche 917 wurde niemals offiziell bei der Rallye Monte Carlo eingesetzt.

## Porsche 917 mit Straßenzulassung

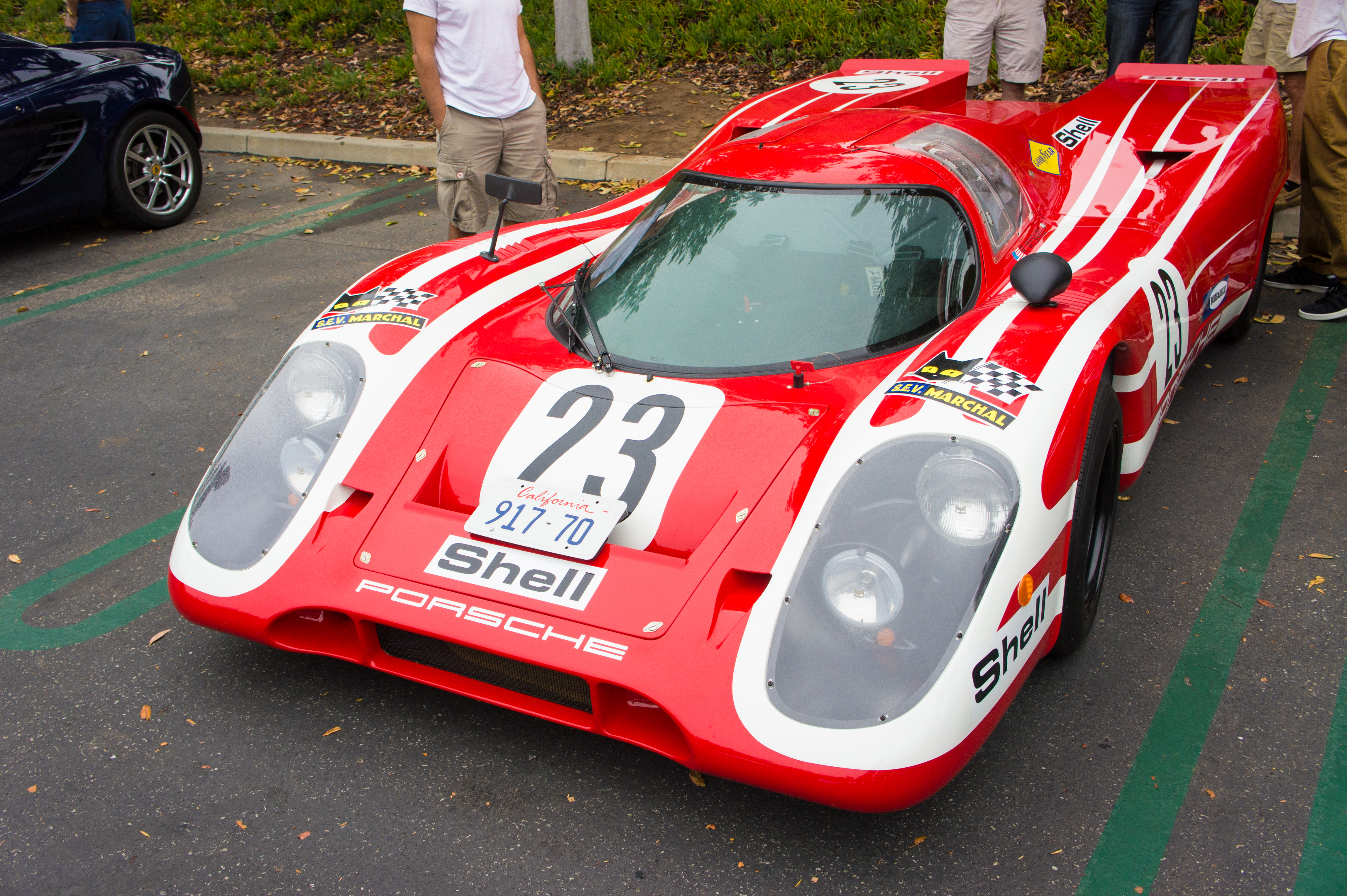
Für den öffentlichen Straßenverkehr zugelassener Porsche 917K (Baujahr 1970) mit Kfz-Kennzeichen des US-Bundesstaates Kalifornien.

Einige Porsche 917 wurden auch für den öffentlichen Straßenverkehr zugelassen.
Der Wagen mit der Fahrgestellnummer 917-030, Baujahr 1971, wurde 1974 im Porsche-Werk für den Grafen Gregorio Rossi di Montelera, einen der Eigentümer des Spirituosenherstellers Martini & Rossi, umgebaut. Porsche versuchte erfolglos, für diesen 917 innerhalb Europas eine Straßenzulassung zu erwirken. Letztlich erhielt Rossi eine Zulassung und die entsprechenden Nummernschilder aus dem US-Bundesstaat Alabama.
Einen weiteren Wagen kaufte der damalige Gastwirt Joachim Großmann, um ihn für die Straßenzulassung umzubauen. Es war der 1969 gebaute 917 KH mit der Fahrgestellnummer 917-021, den die Fahrer Gijs van Lennep und Hans Laine 1970 bei der Sportwagen-Weltmeisterschaft in den Rennen in Monza und Spa auf die Plätze elf und fünf fuhren. Bei den 24-Stunden-Rennen von Le Mans wurde der mit einem 4,5-Liter-12-Zylinder-Motor ausgestattete Rennwagen des AAW Racing Teams von Gijs van Lennep und David Piper eingesetzt. Der Wagen fiel nach einem Unfall mit David Piper am Steuer in der neunten Runde aus und wurde danach nicht mehr in Rennen eingesetzt. Einige Teile wurden für den 917 Spyder genutzt, den Leo Kinnunen in der Interserie fuhr. Der Rest gelangte nach Karlsruhe, wo Großmann den Wagen 1976 für 20.000 DM erstand und danach wieder aufbaute. Bevor das Landratsamt Calw am 3. Juni 1977 Großmann eine Straßenzulassung für den ehemaligen Rennwagen erteilte (Amtliches Kennzeichen CW-K 917), waren verschiedene Nachrüstungen erforderlich, zum Beispiel der Einbau einer Warnblinkanlage, einer Handbremse und einer Scheibenheizung. Ebenfalls musste eine geänderte Auspuffanlage eingebaut werden, um das Motorengeräusch entsprechend den gesetzlichen Vorgaben zu dämpfen. Das Fahrzeug wurde später wieder zum Rennwagen umgebaut und befindet sich inzwischen im Besitz von Juan Barazi.

## Trivia
Am 3. April 1973 pilotierte der Werks- und Testfahrer Willi Kauhsen einen Porsche 917/10 TC bei winterlichen Bedingungen über die Nordschleife des Nürburgrings. Auf dem Beifahrersitz, der eigentlich nicht für den Personentransport gedacht, sondern nur wegen des Reglements montiert ist und über keinen Sicherheitsgurt verfügt, saß der damalige deutsche Bundespräsident Gustav Heinemann. Da es für derartige Rennwagen keine Winterreifen gibt, wurden lediglich Regenreifen aufgezogen. Ein Mannschaftswagen der Polizei, der vorher die Strecke inspizieren sollte, drehte sich im Streckenabschnitt Brünnchen und kam von der Strecke ab. Als der später gestartete Kauhsen die Unfallstelle in zügiger Fahrt erreichte, konnte er noch rechtzeitig bremsen, der Wagen drehte sich ebenfalls, zeigte aber blitzschnell wieder in Fahrtrichtung, fuhr weiter und der prominente Fahrgast schien die brenzlige Situation überhaupt nicht als solche erkannt zu haben. Heinemann genoss die Fahrt und wünschte eine zweite Runde, die aber nicht genehmigt wurde.

## Technische Daten
Der Porsche 917 wurde von 1968 bis 1973 in folgenden Ausführungen produziert und eingesetzt:
| Porsche 917:                 | 917 LH1 (1969) | 917 KH2 (1969) | 917 LH (1970)                                                                     | 917 KH (1970)                                                                     | 917 LH (1971)                                                                     | 917 KH (1971)                                                                     | 917 Spyder (1971)                                                                 | 917/20                                                                            | 917/10 TC3 (1971) | 917/10 TC (1972) | 917/30 |
| ---------------------------- | --- | --- | --------------------------------------------------------------------------------- | --------------------------------------------------------------------------------- | --------------------------------------------------------------------------------- | --------------------------------------------------------------------------------- | --------------------------------------------------------------------------------- | --------------------------------------------------------------------------------- | --- | --- | --- |
| Motor:                       | Zwölfzylinder-V-Motor (180° Bankwinkel), Viertakt                                                                     | Zwölfzylinder-V-Motor (180° Bankwinkel), Viertakt                                                                     | Zwölfzylinder-V-Motor (180° Bankwinkel), Viertakt                                 | Zwölfzylinder-V-Motor (180° Bankwinkel), Viertakt                                 | Zwölfzylinder-V-Motor (180° Bankwinkel), Viertakt                                 | Zwölfzylinder-V-Motor (180° Bankwinkel), Viertakt                                 | Zwölfzylinder-V-Motor (180° Bankwinkel), Viertakt                                 | Zwölfzylinder-V-Motor (180° Bankwinkel), Viertakt                                 | dito mit Turbolader | dito mit Turbolader | dito mit Turbolader |
| Hubraum:                     | 4494 cm³ | 4494 cm³ | 4999 cm³                                                                          | 4999 cm³                                                                          | 4999 cm³                                                                          | 4999 cm³                                                                          | 4999 cm³                                                                          | 4999 cm³                                                                          | 4494 cm³ | 4999 cm³ | 5374 cm³ |
| Bohrung × Hub:               | 85 × 66 mm | 85 × 66 mm | 86,8 × 70,4 mm                                                                    | 86,8 × 70,4 mm                                                                    | 86,8 × 70,4 mm                                                                    | 86,8 × 70,4 mm                                                                    | 86,8 × 70,4 mm                                                                    | 86,8 × 70,4 mm                                                                    | 85 × 66 mm | 86,8 × 70,4 mm | 90 × 70,4 mm |
| Leistung bei 1/min:          | 383 kW (520 PS) 8000                                                                                                  | 383 kW (520 PS) 8000                                                                                                  | 442 kW (600 PS) 8400                                                              | 442 kW (600 PS) 8400                                                              | 463 kW (630 PS) 8300                                                              | 463 kW (630 PS) 8300                                                              | 442 kW (600 PS) 8400                                                              | 442 kW (600 PS) 8400                                                              | 626 kW (850 PS) 8000 | 736 kW (1000 PS) 7800 | 810 kW (1100 PS) 7800 |
| Max. Drehmoment bei 1/min:   | 460 Nm 6800 | 460 Nm 6800 | 549 Nm 6500                                                                       | 549 Nm 6500                                                                       | 588 Nm 6500                                                                       | 588 Nm 6500                                                                       | 549 Nm 6500                                                                       | 549 Nm 6500                                                                       | 834 Nm 6600 | 981 Nm 6400 | 1098 Nm 6400 |
| Verdichtung:                 | 10,5 : 1 | 10,5 : 1 | 10,3 : 1                                                                          | 10,3 : 1                                                                          | 10,3 : 1                                                                          | 10,3 : 1                                                                          | 10,3 : 1                                                                          | 10,3 : 1                                                                          | 6,5 : 1 | 6,5 : 1 | 6,5 : 1 |
| Ventilsteuerung:             | je Zylinderbank zwei obenliegende Nockenwellen, über Stirnradgetriebe angetrieben                                     | je Zylinderbank zwei obenliegende Nockenwellen, über Stirnradgetriebe angetrieben                                     | je Zylinderbank zwei obenliegende Nockenwellen, über Stirnradgetriebe angetrieben | je Zylinderbank zwei obenliegende Nockenwellen, über Stirnradgetriebe angetrieben | je Zylinderbank zwei obenliegende Nockenwellen, über Stirnradgetriebe angetrieben | je Zylinderbank zwei obenliegende Nockenwellen, über Stirnradgetriebe angetrieben | je Zylinderbank zwei obenliegende Nockenwellen, über Stirnradgetriebe angetrieben | je Zylinderbank zwei obenliegende Nockenwellen, über Stirnradgetriebe angetrieben | je Zylinderbank zwei obenliegende Nockenwellen, über Stirnradgetriebe angetrieben                                              | je Zylinderbank zwei obenliegende Nockenwellen, über Stirnradgetriebe angetrieben                                              | je Zylinderbank zwei obenliegende Nockenwellen, über Stirnradgetriebe angetrieben                                              |
| Kühlung:                     | Luftkühlung (Gebläse)                                                                                                 | Luftkühlung (Gebläse)                                                                                                 | Luftkühlung (Gebläse)                                                             | Luftkühlung (Gebläse)                                                             | Luftkühlung (Gebläse)                                                             | Luftkühlung (Gebläse)                                                             | Luftkühlung (Gebläse)                                                             | Luftkühlung (Gebläse)                                                             | Luftkühlung (Gebläse) | Luftkühlung (Gebläse) | Luftkühlung (Gebläse) |
| Getriebe:                    | 4- oder 5-Gang-Getriebe, Sperrdifferential, Hinterradantrieb                                                          | 4- oder 5-Gang-Getriebe, Sperrdifferential, Hinterradantrieb                                                          | 4- oder 5-Gang-Getriebe, Sperrdifferential, Hinterradantrieb                      | 4- oder 5-Gang-Getriebe, Sperrdifferential, Hinterradantrieb                      | 4- oder 5-Gang-Getriebe, Sperrdifferential, Hinterradantrieb                      | 4- oder 5-Gang-Getriebe, Sperrdifferential, Hinterradantrieb                      | 4- oder 5-Gang-Getriebe, Sperrdifferential, Hinterradantrieb                      | 4- oder 5-Gang-Getriebe, Sperrdifferential, Hinterradantrieb                      | 4-Gang-Getriebe, Sperrdifferential, 917/30: starrer Durchtrieb, Hinterradantrieb, bei 917/30 zusätzlich: Dreischeiben-Kupplung | 4-Gang-Getriebe, Sperrdifferential, 917/30: starrer Durchtrieb, Hinterradantrieb, bei 917/30 zusätzlich: Dreischeiben-Kupplung | 4-Gang-Getriebe, Sperrdifferential, 917/30: starrer Durchtrieb, Hinterradantrieb, bei 917/30 zusätzlich: Dreischeiben-Kupplung |
| Bremsen:                     | innenbelüftete Scheibenbremsen, bei 917/30 zusätzlich: 4-Kolben-Bremssattel                                           | innenbelüftete Scheibenbremsen, bei 917/30 zusätzlich: 4-Kolben-Bremssattel                                           | innenbelüftete Scheibenbremsen, bei 917/30 zusätzlich: 4-Kolben-Bremssattel       | innenbelüftete Scheibenbremsen, bei 917/30 zusätzlich: 4-Kolben-Bremssattel       | innenbelüftete Scheibenbremsen, bei 917/30 zusätzlich: 4-Kolben-Bremssattel       | innenbelüftete Scheibenbremsen, bei 917/30 zusätzlich: 4-Kolben-Bremssattel       | innenbelüftete Scheibenbremsen, bei 917/30 zusätzlich: 4-Kolben-Bremssattel       | innenbelüftete Scheibenbremsen, bei 917/30 zusätzlich: 4-Kolben-Bremssattel       | innenbelüftete Scheibenbremsen, bei 917/30 zusätzlich: 4-Kolben-Bremssattel                                                    | innenbelüftete Scheibenbremsen, bei 917/30 zusätzlich: 4-Kolben-Bremssattel                                                    | innenbelüftete Scheibenbremsen, bei 917/30 zusätzlich: 4-Kolben-Bremssattel                                                    |
| Radaufhängung v+h:           | Doppelquerlenker mit Torsionsquerstabilisator                                                                         | Doppelquerlenker mit Torsionsquerstabilisator                                                                         | Doppelquerlenker mit Torsionsquerstabilisator                                     | Doppelquerlenker mit Torsionsquerstabilisator                                     | Doppelquerlenker mit Torsionsquerstabilisator                                     | Doppelquerlenker mit Torsionsquerstabilisator                                     | Doppelquerlenker mit Torsionsquerstabilisator                                     | Doppelquerlenker mit Torsionsquerstabilisator                                     | Doppelquerlenker mit Torsionsquerstabilisator                                                                                  | Doppelquerlenker mit Torsionsquerstabilisator                                                                                  | Doppelquerlenker mit Torsionsquerstabilisator                                                                                  |
| Federung v+h:                | Titan-Schraubenfedern mit Gasdruckstoßdämpfern                                                                        | Titan-Schraubenfedern mit Gasdruckstoßdämpfern                                                                        | Titan-Schraubenfedern mit Gasdruckstoßdämpfern                                    | Titan-Schraubenfedern mit Gasdruckstoßdämpfern                                    | Titan-Schraubenfedern mit Gasdruckstoßdämpfern                                    | Titan-Schraubenfedern mit Gasdruckstoßdämpfern                                    | Titan-Schraubenfedern mit Gasdruckstoßdämpfern                                    | Titan-Schraubenfedern mit Gasdruckstoßdämpfern                                    | Titan-Schraubenfedern mit Gasdruckstoßdämpfern                                                                                 | Titan-Schraubenfedern mit Gasdruckstoßdämpfern                                                                                 | Titan-Schraubenfedern mit Gasdruckstoßdämpfern                                                                                 |
| Karosserie:                  | Glasfaserverstärkte Kunstharzkarosserie, fest mit dem Rahmen verbunden, Türen und Motorhaube durch Alurohre verstärkt | Glasfaserverstärkte Kunstharzkarosserie, fest mit dem Rahmen verbunden, Türen und Motorhaube durch Alurohre verstärkt | Aluminium-Gitterrohrrahmen mit Kunststoffkarosserie                               | Aluminium-Gitterrohrrahmen mit Kunststoffkarosserie                               | Aluminium-Gitterrohrrahmen mit Kunststoffkarosserie                               | Aluminium-Gitterrohrrahmen mit Kunststoffkarosserie                               | Aluminium-Gitterrohrrahmen mit Kunststoffkarosserie                               | Aluminium-Gitterrohrrahmen mit Kunststoffkarosserie                               | Aluminium-Gitterrohrrahmen mit Kunststoffkarosserie bei 917/30:Magnesium (Elektron)-Gitterrohrrahmen mit Kunststoffkarosserie  | Aluminium-Gitterrohrrahmen mit Kunststoffkarosserie bei 917/30:Magnesium (Elektron)-Gitterrohrrahmen mit Kunststoffkarosserie  | Aluminium-Gitterrohrrahmen mit Kunststoffkarosserie bei 917/30:Magnesium (Elektron)-Gitterrohrrahmen mit Kunststoffkarosserie  |
| Spurweite vorn/hinten:       | 1488/1457 mm | 1488/1457 mm | 1564/1584 mm                                                                      | 1564/1533 mm                                                                      | 1564/1584 mm                                                                      | 1564/1533 mm                                                                      | 1564/1584 mm                                                                      | 1526/1584 mm                                                                      | 1620/1638 mm | 1620/1638 mm | 1670/1564 mm |
| Radstand:                    | 2300 mm | 2300 mm | 2300 mm                                                                           | 2300 mm                                                                           | 2300 mm                                                                           | 2300 mm                                                                           | 2300 mm                                                                           | 2300 mm                                                                           | 2316 mm | 2316 mm | 2500 mm |
| Reifen/Felgen:               | VA: 4,75/11,30-15 auf 9J×15 HA: 6,00/13,50-15 auf 12J×15                                                              | VA: 4,75/11,30-15 auf 9J×15 HA: 6,00/13,50-15 auf 12J×15                                                              | VA: 4,75/11,30J×12 HA: 6,00/13,50J×17                                             | VA: 10,5J×15; 12J×15 HA: 15J×15; 17J×15                                           | VA: 4,75/11,30J×12 HA: 6,00/13,50J×17                                             | VA: 4,75/11,30J×12 HA: 6,00/13,50J×17                                             | VA: 10,5J×15; 12J×15 HA: 15J×15; 17J×15                                           | VA: 10,5J×15 HA: 17J×15                                                           | VA: 12J×15 HA: 17J×15; 19J×15                                                                                                  | VA: 12J×15 HA: 17J×15; 19J×15                                                                                                  | VA: 12Jx15 HA: 19Jx15 |
| Länge: Breite: Höhe:         | 4780 × 1880 × 920 mm                                                                                                  | 4290 × 1880 × 920 mm                                                                                                  | 4780 × 1975 × 920 mm                                                              | 4140 × 1975 × 920 mm                                                              | 4780 × 1975 × 920 mm                                                              | 4140 × 1975 × 920 mm                                                              | 4100 × ? × ? mm                                                                   | 3960 × 2216 × 926 mm                                                              | 4385 × 2100 × 1180 mm | 4385 × 2100 × 1180 mm | 4562 × 2085 × 1155 mm |
| Leergewicht:                 | 830 kg | 800 kg | 800 kg                                                                            | 800 kg                                                                            | 830 kg                                                                            | 830 kg                                                                            | 730 kg                                                                            | 909 kg                                                                            | 750 kg | 750 kg | 800 kg |
| Höchstgeschwindigkeit:       | ca. 340 km/h | ca. 320 km/h | 386 km/h                                                                          | ca. 340 km/h                                                                      | 395 km/h                                                                          | ca. 360 km/h                                                                      | ca. 330 km/h                                                                      | ca. 360 km/h                                                                      | 343 km/h | ca. 360 km/h | 385 km/h/409 km/h (niedriger Abtrieb)                                                                                          |
| Beschleunigung 0 – 100 km/h: | | |                                                                                   |                                                                                   |                                                                                   |                                                                                   |                                                                                   |                                                                                   | | | 2,1 s4 |
| Beschleunigung 0 – 200 km/h: | | |                                                                                   |                                                                                   |                                                                                   |                                                                                   |                                                                                   |                                                                                   | | | 5,3 s |
| Beschleunigung 0 – 300 km/h: | | |                                                                                   |                                                                                   |                                                                                   |                                                                                   |                                                                                   |                                                                                   | | | 11,3 s |

1LH steht für Langheck

2KH steht für Kurzheck

3TC steht für Turboaufladung, engl. TurboCharged

4Laut Guinness-Buch der Rekorde der beste Wert, den ein Rennwagen jemals erreichte.

### Technische Daten des Prototyps 917/16 Spyder
Der Porsche 917/16 wurde mit unterschiedlichen Motoren getestet. Die hier aufgeführten Daten entstammen der Version, die sich bei Versuchsfahrten als zuverlässig erwiesen hatte. Der Prototyp ist heute im Porsche-Museum in Stuttgart zu besichtigen.

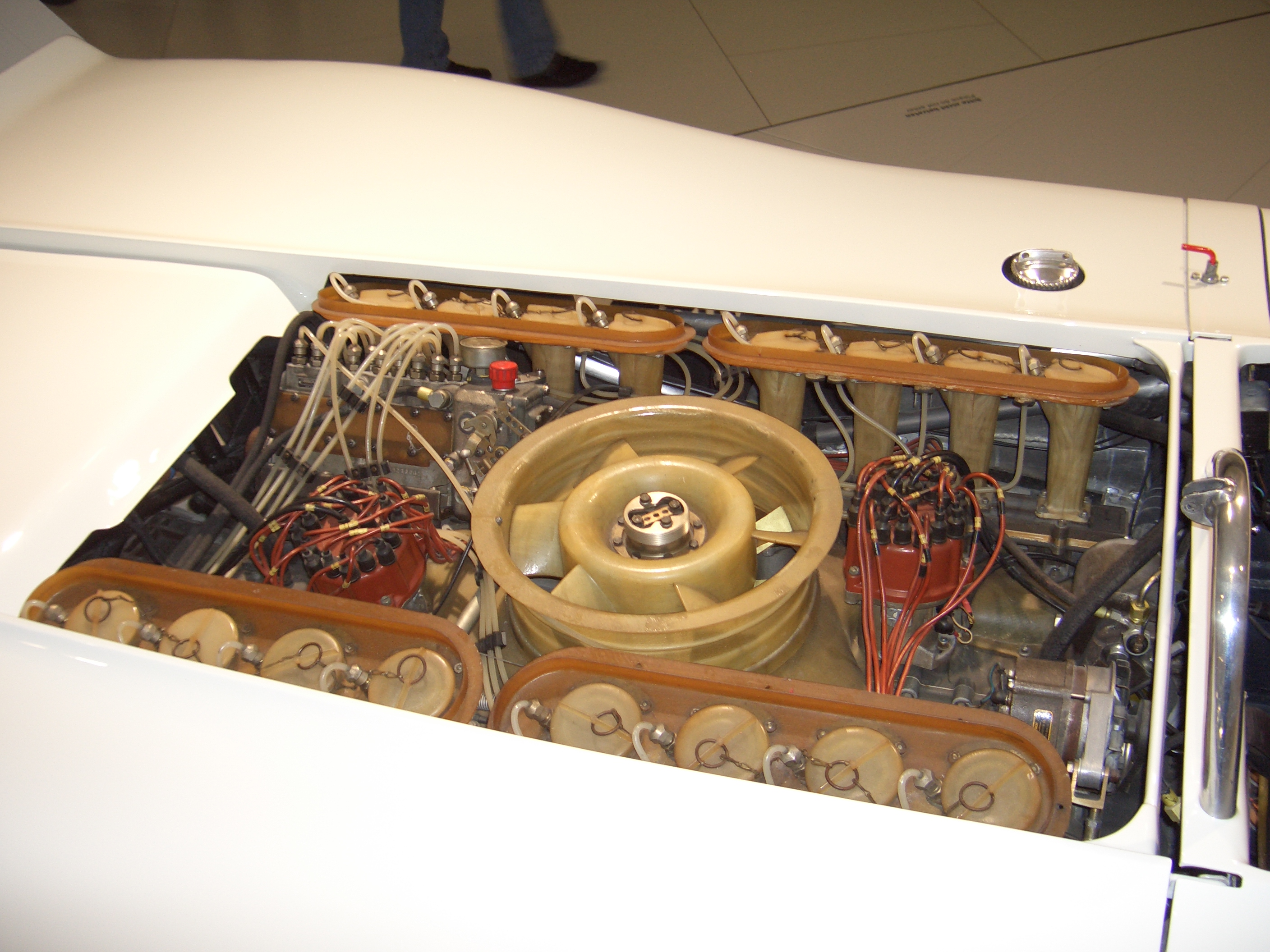
Blick auf die 6,6-Liter-16-Zylinder-Maschine des Prototyps 917/16 Spyder

| Porsche 917:               | 917/16 Spyder                                                        |
| -------------------------- | -------------------------------------------------------------------- |
| Motor:                     | 16-Zylinder-V-Motor (180°), Viertakt                                 |
| Hubraum:                   | 6643 cm³                                                             |
| Bohrung × Hub:             | 86 × 70,4 mm                                                         |
| Leistung bei 1/min:        | 551 kW (750 PS) 8000                                                 |
| Max. Drehmoment bei 1/min: | 735 Nm 6500                                                          |
| Verdichtung:               |                                                                      |
| Ventilsteuerung:           | zwei obenliegende Nockenwellen je Zylinderreihe mit Steuerradantrieb |
| Kühlung:                   | Luftkühlung (Gebläse)                                                |
| Getriebe:                  | 5-Gang-Getriebe, Sperrdifferential, Hinterradantrieb                 |
| Bremsen:                   | innenbelüftete Scheibenbremsen                                       |
| Radaufhängung vorn:        | Doppelquerlenker mit Torsionsquerstabilisator                        |
| Radaufhängung hinten:      | Doppelquerlenker mit Torsionsquerstabilisator                        |
| Federung vorn:             | Schraubenfeder aus Titan mit Gasdruckstoßdämpfer je Rad              |
| Federung hinten:           | Schraubenfeder aus Titan mit Gasdruckstoßdämpfer je Rad              |
| Karosserie:                | Aluminium-Gitterrohrrahmen mit Kunststoffkarosserie                  |
| Spurweite vorn/hinten:     | 1526/1533 mm                                                         |
| Radstand:                  | 2570 mm                                                              |
| Reifen/Felgen:             | VA: 10,5J×15; 12J×15 HA: 15J×15; 17J×15                              |
| Maße L × B × H:            | 3905 × ? × ? mm                                                      |
| Leergewicht:               | 775 kg                                                               |
| Höchstgeschwindigkeit:     | ca. 360 km/h                                                         |

### Porsche-Datenbank
- Porsche 917/4.5 Kurzheck Coupé auf Porsche.com (Memento vom 5. Juni 2009 im Internet Archive)
- Porsche 917/4.5 Langheck Coupé auf Porsche.com (Memento vom 4. Juni 2009 im Internet Archive)
- Porsche 917/4.9 Langheck Coupé auf Porsche.com (Memento vom 10. Mai 2009 im Internet Archive)
- Porsche-Austria 917/4.5 Kurzheck Coupé auf Porsche.com (Memento vom 10. Mai 2009 im Internet Archive)
- Porsche-Gulf 917/4.9 Kurzheck Coupé auf Porsche.com (Memento vom 10. Mai 2009 im Internet Archive)
- Porsche 917/20 Coupé "Sau" auf Porsche.com (Memento vom 10. Mai 2009 im Internet Archive)
- Porsche 917/4.9 Spyder "Interserie" auf Porsche.com (Memento vom 10. Mai 2009 im Internet Archive)
- Porsche 917/5.0 Kurzheck Coupé "Magnesium" auf Porsche.com (Memento vom 10. Mai 2009 im Internet Archive)
- Porsche 917/16 Spyder auf Porsche.com (Memento vom 10. Mai 2009 im Internet Archive)
- Porsche 917/10 CanAm Spyder auf Porsche.com (Memento vom 10. Mai 2009 im Internet Archive)
- Porsche 917/30 CanAm Spyder auf Porsche.com (Memento vom 10. Mai 2009 im Internet Archive)

### Fanseiten und Karosserie-Register im Internet
- Letzter Einsatz des 917/30 (englisch)
- Fanseite zum Porsche 917 (englisch)
- Chassis-Nummern (Memento vom 27. Oktober 2012 im Internet Archive)
- Aktuelle chassis-registry